# Universiteit Maastricht
De Universiteit Maastricht (afgekort: UM) is een van de jongste universiteiten van Nederland, gevestigd in Maastricht. De universiteit werd in 1976 opgericht onder de naam Rijksuniversiteit Limburg en werd omgedoopt tot Universiteit Maastricht in 1996. Sinds 2008 wordt Maastricht University als internationale naam gebruikt. De UM heeft in haar korte bestaan een solide reputatie opgebouwd en wordt thans tot de beste jonge universiteiten ter wereld gerekend.
De UM is de meest internationale universiteit van Nederland en profileert zich sinds 2021 als "de Europese universiteit van Nederland". In 2023 studeerden er circa 23.000 studenten, van wie 59% afkomstig uit het buitenland. De studentenpopulatie bestreek 131 nationaliteiten. De universiteit telde in 2023 ongeveer 4.500 medewerkers. Circa 48% van de wetenschappelijke staf kwam uit het buitenland. Het onderwijs aan de universiteit is grotendeels Engelstalig.
Naast de reguliere opleidingen kent de UM een tweetal liberal arts colleges (University College Maastricht en University College Venlo) en het Maastricht Science Programme, in dezelfde interdisciplinaire, liberal arts-traditie.

## Geschiedenis

### Voorgeschiedenis: (semi-)academisch onderwijs in Maastricht

#### Jezuïetencollege en illustere school
Van 1575 tot 1639 en van 1673 tot 1773 bestierden de jezuïeten in Maastricht zowel de Latijnse Stadsschool als het eigen Jezuïetencollege. Dit laatste bereidde studenten voor op wetenschappelijk onderwijs (onder andere Latijn, Grieks en retorica), hoewel men voor vervolgstudies altijd naar elders moest uitwijken (Leuven, Keulen). Beide scholen waren gevestigd op het uitgestrekte kloosterterrein van de jezuïeten tussen de Bredestraat en Achter het Vleeshuis. De opheffing van de orde door de paus in 1773 betekende het einde van het Maastrichtse college.
In 1682 werd in Maastricht een illustere school (Atheneum Illustre) gevestigd, waarmee de stad een van de laatste grotere steden in de Republiek der Verenigde Nederlanden was dat een dergelijk instituut voor hoger onderwijs kreeg toegewezen. De reden daarvoor was dat de financiering van de school in het tweeherige Maastricht problematischer was dan elders. Het Atheneum Illustre was vooral bedoeld als protestantse tegenhanger van het Jezuïetencollege. De school deelde een pand in de Sint-Jacobstraat met de Gereformeerde Latijnse Stadsschool. Oraties vonden plaats in de Sint-Janskerk. De school telde aanvankelijk drie studierichtingen en evenveel hoogleraren: theologie, filosofie en Grieks (gecombineerd met retorica). De Franse predikant Jaques du Rondel was de eerste regent. In 1764 werd een vierde hoogleraar aangesteld in de aardrijkskunde en sterrenkunde; in 1779 een vijfde in de oosterse talen. Daarnaast was er een ereprofessoraat voor anatomie en geneeskunde, gecombineerd met de functie van militair arts van het garnizoen. De Leidenaar Adrien Pelerin werd in 1736 de eerste hoogleraar geneeskunde.
In tegenstelling tot vergelijkbare instituten in steden als Utrecht, Harderwijk en Nijmegen verkreeg de Maastrichtse school nooit het ius promovendi (promotierecht) en kon dus niet uitgroeien tot een volwaardige universitaire instelling. Na de komst van de Fransen (en de verwoesting van het gebouw tijdens het voorafgaande beleg van 1794) hield de school op te bestaan. De opleiding had op dat moment slechts tien tot twaalf studenten.

#### École centrale en collegium maximum

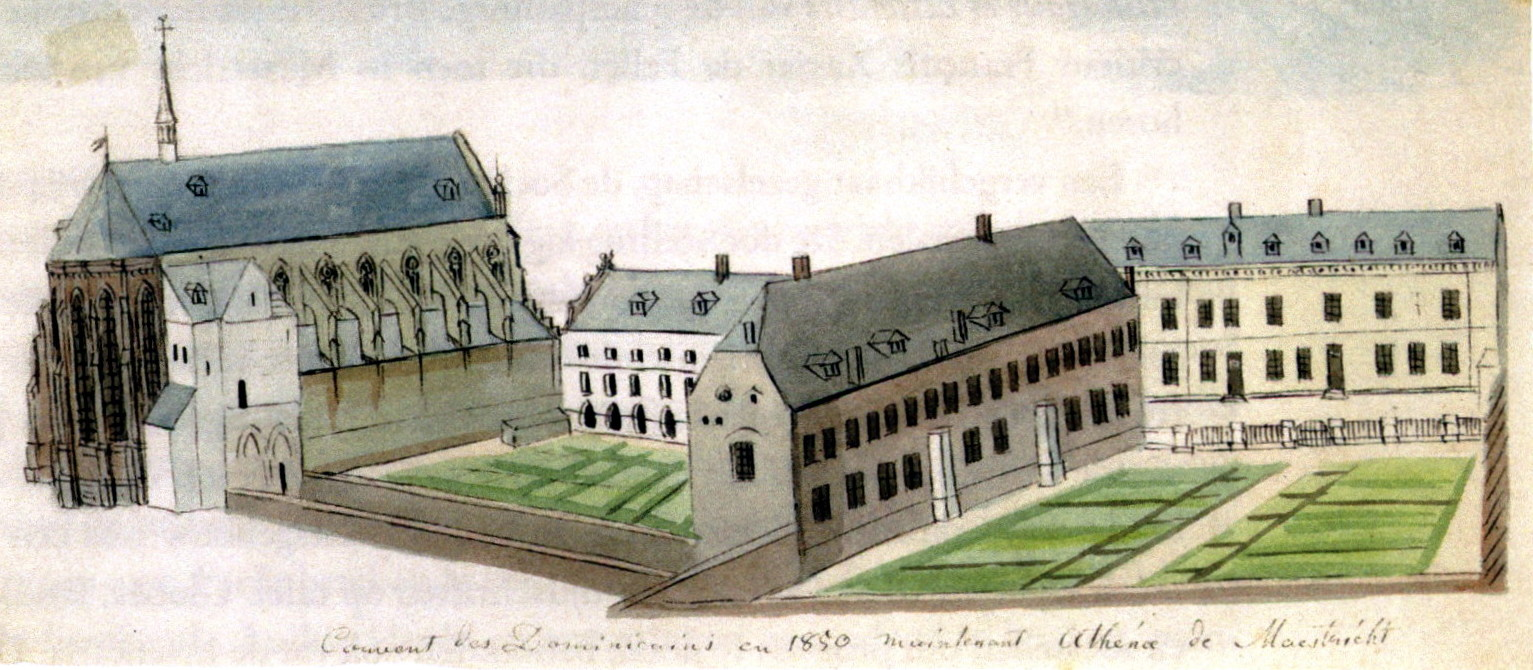
École centrale, gevestigd in het Dominicanenklooster (1800-1804)

In 1797 ging in het door Frankrijk geannexeerde Maastricht de École centrale du Département de la Meuse-Inférieure van start, een para-universitair opleidingsinstituut, zoals dat in alle 95 Franse departementshoofdsteden werd opgericht. Het instituut was aanvankelijk gevestigd in het door de overheid genaaste Tweede Minderbroedersklooster op de Minderbroedersberg, vanaf 1800 in het voormalige, deels verbouwde Dominicanenklooster aan de Helmstraat. Een van de acht hoogleraren was Jan Pieter Minckelers (natuur- en scheikunde). In 1802 sloot de École centrale, twee jaar later opgevolgd door de École secondaire, in feite een gewone middelbare school.
Van 1852 tot 1967 was aan het klooster van de heropgerichte jezuïetenorde een zogenaamd collegium maximum of theologische faculteit verbonden. Vanaf 1934 bezat deze het pauselijk promotierecht. Vanaf 1940 was de faculteit gevestigd in het Canisianum aan de Tongersestraat, het gebouw van de huidige Economische Faculteit. Grote bekendheid genoot de bibliotheek van het Canisianum met meer dan een kwart miljoen banden, vooral op het gebied van de geesteswetenschappen. Na opheffing van de faculteit viel de bibliotheek uiteen. Een deel van de collectie, zo'n 135.000 merendeels oudere werken, ging vanaf 1971 deel uitmaken van de universiteitsbibliotheek van de in oprichting zijnde UM. De kostbaarste handschriften, sommige uit de vijftiende eeuw, gingen aanvankelijk naar het Berchmanianum in Nijmegen, maar kwamen uiteindelijk toch in de Universiteitsbibliotheek Maastricht terecht.

### Rijksuniversiteit Limburg (1976-1996)

#### Voorbereidingen: Achtste Medische Faculteit en SWOL
Gedurende de twintigste eeuw heeft men vanuit Maastricht herhaaldelijk gepoogd wetenschappelijk onderwijs naar de stad te halen. In 1911 al, toen er sprake was van de oprichting van een katholieke universiteit in Nederland, stelde Maastricht zich kandidaat, maar de keuze viel in 1923 op het meer centraal in katholiek Nederland gelegen Nijmegen. In 1947 werden pogingen gedaan een technische hogeschool in Zuid-Limburg te vestigen, maar deze ging naar Eindhoven. De in de Verenigde Staten werkzame, Maastrichtse Nobelprijswinnaar Peter Debye werd ingeschakeld om een dépendance van een gerenommeerde Amerikaanse universiteit naar Maastricht te halen, maar ook dat mislukte. Ook bestonden er plannen voor een Belgisch-Nederlandse universiteit, bedoeld voor studenten uit Belgisch en Nederlands Limburg.
Vanaf 1951 werd ingespeeld op het voornemen van de Nederlandse overheid om een achtste medische faculteit op te richten. Toen deze plannen in 1965 concreter werden, richtte men in Maastricht de Stichting Wetenschappelijk Onderwijs Limburg (SWOL) op. Een van de stuwende krachten achter de SWOL was de Maastrichtenaar Sjeng Tans, van 1965 tot 1969 partijvoorzitter van de Partij van de Arbeid. In 1969 viel de beslissing om "de achtste" in Maastricht te vestigen. Een belangrijke beweegreden voor het kabinet-De Jong was de wens van het parlement om de door de mijnsluitingen zwaar getroffen provincie Limburg nieuwe kansen te bieden. De aankondiging van het nieuws in de Troonrede van 1969 ontketende in Maastricht en Limburg een ongekende golf van enthousiasme: vlaggen gingen in top, kerkklokken luidden en mensen gingen de straat op om feest te vieren.

#### Stichting, aarzelend begin en stormachtige groei
Na een korte periode van voorbereiding startte in september 1974, ruim een jaar vóór de officiële oprichting, het onderwijs aan de medische faculteit met een vijftigtal studenten. Huisvesting werd gevonden in het enkele jaren eerder leeggekomen, uit de late jaren 1930 daterende Canisianum, het klooster en theologische faculteit van de jezuïeten aan de Tongersestraat.
Met de ondertekening van de oprichtingsoorkonde tijdens een plechtigheid in de Sint-Servaaskerk, verrichtte koningin Juliana op 9 januari 1976 de openingshandeling en was de Rijksuniversiteit Limburg (RL of RUL) een feit. Harmen Tiddens werd de eerste rector magnificus van de nieuwe, door het rijk bekostigde universiteit; Sjeng Tans werd de eerste voorzitter van het college van bestuur. Als medeoprichter van de universiteit wordt Tans jaarlijks geëerd in de Tanslezing en met de uitreiking van de Tanspenning voor belangrijke verdiensten voor de UM.

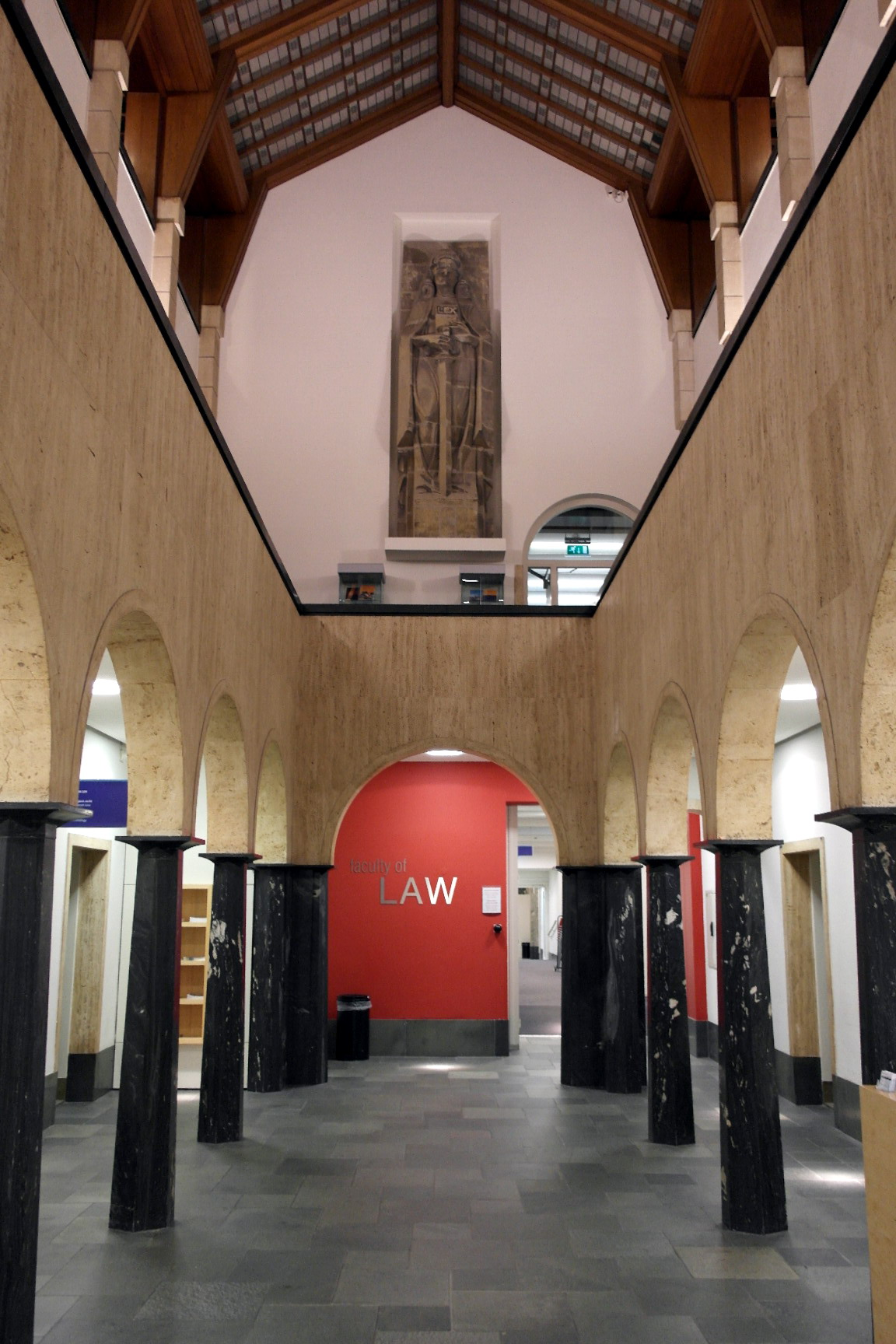
Hal Rechtenfaculteit

Na de oprichting van de Faculteit Geneeskunde in 1974, werd al snel duidelijk dat de jonge universiteit door de economische crisis van de jaren 1970 op minder geld kon rekenen dan aanvankelijk gedacht. Dit remde in de beginjaren de ontwikkeling tot volwaardige universiteit. In juni 1979 ontvingen de eerste 43 studenten hun doctoraalbul. In 1980 ging de voor Nederland nieuwe opleiding Sociale Gezondheidkunde van start. Hieruit zou later de Faculteit der Gezondheidswetenschappen ontstaan. Omdat het aantal studenten aan deze relatief dure opleidingen beperkt bleef, stagneerde de groei. In de jaren 1980 werd daarom ingezet op goedkopere, populaire studierichtingen die grote aantallen studenten zouden trekken. Deze ontwikkeling werd gesteund door de Tweede Kamer, die op 21 december 1978 een motie had aangenomen waarin de minister werd opgedragen ervoor te zorgen dat de RL in 1990 een volwaardige universiteit met 6000 studenten zou zijn. In 1982 ging de Faculteit der Rechtsgeleerdheid van start. In 1984 volgde de Faculteit der Economische Wetenschappen. Later kwamen daar de faculteiten Cultuurwetenschappen (1991) en Psychologie (1995) bij.
Zo groeide de universiteit, na een aarzelende start, uiteindelijk toch vrij snel uit tot een volwaardige universiteit, eerst vooral door politieke steun, later door de keuze om af te wijken van het gangbare groeimodel bij Nederlandse universiteiten. Zo werd gekozen voor internationaal gerichte opleidingen (Europese Studies, Internationale Bedrijfskunde, European Law School en European Public Health) en voor opleidingen die voor Nederlandse begrippen nieuw waren (bijvoorbeeld Kennistechnologie en Cultuurwetenschappen). De sterke groei van het aantal studenten in de jaren 1980 en 1990 betrof met name niet-Limburgse studenten: was in 1984 nog meer dan de helft van de studenten afkomstig uit Limburg (48% uit Zuid-Limburg); tien jaar later was dit aandeel geslonken tot minder dan één derde.

### Universiteit Maastricht / Maastricht University (vanaf 1996)
In 1996 veranderde de naam van de instelling van Rijksuniversiteit Limburg naar Universiteit Maastricht (UM), mede ingegeven door de internationale naamsbekendheid van Maastricht door het Verdrag van Maastricht (1992). In 2008 werd de naam Maastricht University ingevoerd. Het logo, met de letters UM, bleef behouden. Sinds 2001 bestaat er een grensoverschrijdend samenwerkingsverband tussen de wetenschappelijke instellingen van Maastricht en Hasselt onder de naam Transnationale Universiteit Limburg (tUL). In 2002
werd de bachelor-masterstructuur ingevoerd. In hetzelfde jaar ging het University College Maastricht van start. In 2004 werd de Maastricht Graduate School of Governance opgericht. Vanaf 2006 zijn een aantal studierichtingen op de voertaal Engels overgeschakeld. Deze beslissing heeft mede geleid tot een nieuwe instroom van buitenlandse studenten (inmiddels ruim de helft), waardoor de UM geldt als de meest internationale universiteit van Nederland. Anno 2020 vindt het onderwijs grotendeels plaats in het Engels.
Veertig jaar nadat de eerste 50 studenten in 1974 aan hun studie geneeskunde begonnen aan de achtste medische faculteit, telde de Maastrichtse universiteit in 2014 zes faculteiten, ruim 16.000 studenten en ongeveer 3.200 medewerkers, waarmee de UM tot de middelgrote universiteiten van Nederland kon worden gerekend. In 2024 nam de instroom van nieuwe studenten voor het eerst sinds vele jaren iets af, waarmee een einde lijkt te zijn gekomen aan de sterke groei en de studentenpopulatie zich lijkt te stabiliseren rond de 23.000.
In 2019 werd het computersysteem van de universiteit gehackt. Een phishingmail gaf op 15 oktober 2019 de aanzet tot de uitrol van ransomware op 23 december, waardoor systemen ontoegankelijk werden. Om erger te voorkomen betaalde de universiteit 197.000 euro in cryptovaluta aan cybercriminelen. Het leidde tot een onderzoek van de Onderwijsinspectie. In april 2022 wist het Openbaar Ministerie, in samenwerking met het cybercrimeteam van de politie in Limburg, bij een Oekraïense witwasser beslag te leggen op de bewuste portefeuille met cryptovaluta, die inmiddels circa 500.000 euro waard was. De cybercriminelen zijn niet opgepakt.
Sinds 2021 profileert de UM zich als "de Europese universiteit van Nederland" (The European university of the Netherlands), waarmee ze haar internationale oriëntatie nog meer benadrukt. Tegelijkertijd zijn er vanuit de landelijke politiek, maar ook vanuit de universiteit zelf, steeds meer geluiden te horen dat de 'verengelsing' van het onderwijs te ver is doorgevoerd en dat er te veel buitenlandse studenten worden toegelaten. Voorstellen om de instroom van buitenlandse studenten te beperken en het gebruik van het Nederlands verplicht te stellen, worden door het bestuur van de universiteit fel bestreden.

## Organisatie

### Bestuur
Het huidige College van Bestuur (CvB) van de Universiteit Maastricht bestaat uit: Rianne Letschert (voorzitter),  Jan-Tjitte Meindersma (vicevoorzitter) en Pamela Habibović (rector magnificus).
De eerste voorzitter van het CvB was medeoprichter van de universiteit Sjeng Tans. Hij werd opgevolgd door achtereenvolgens: Rob van den Biggelaar (1978-1988), Loek Vredevoogd (1988-1994), Karl Dittrich (1994-2003), Jo Ritzen (2003-2011) en Martin Paul (2011-2021). Recente vicevoorzitters waren: Anne Flierman (?-2005)  André Postema (2005-2013) en Nick Bos (2013-2024).
De eerste rector magnificus was Harmen Tiddens (1976-1979). Zijn opvolgers waren achtereenvolgens: Wynand Wijnen (1979-1981), Coen Hemker (1982-1985), Vic Bonke (1985-1991), Job Cohen (1991-1993 en 1995-1998), Hans Philipsen (1993-1995), Arie Nieuwenhuijzen Kruseman (1998-2004), Gerard Mols (2004-2012), Luc Soete (2012-2016) en Rianne Letschert (2016-2022). Letschert volgde de naar Bochum vertrekkende Martin Paul op 1 november 2021 op als voorzitter van het CvB. Omdat de nieuwe rector magnificus, Pamela Habibović, pas per 1 februari 2022 haar taak op zich kon nemen, vervulde Letschert in de tussenliggende periode beide taken.

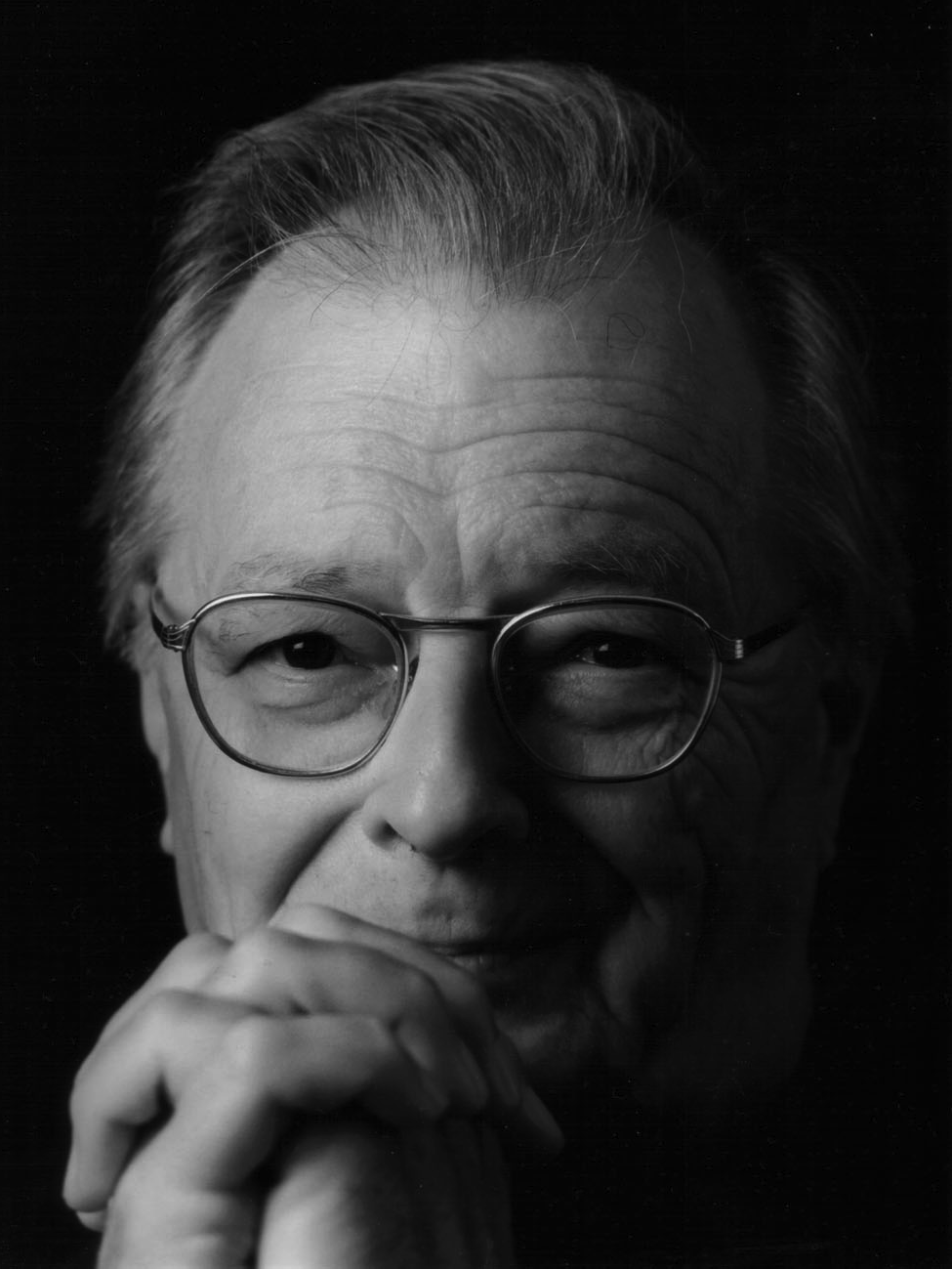
Harmen Tiddens
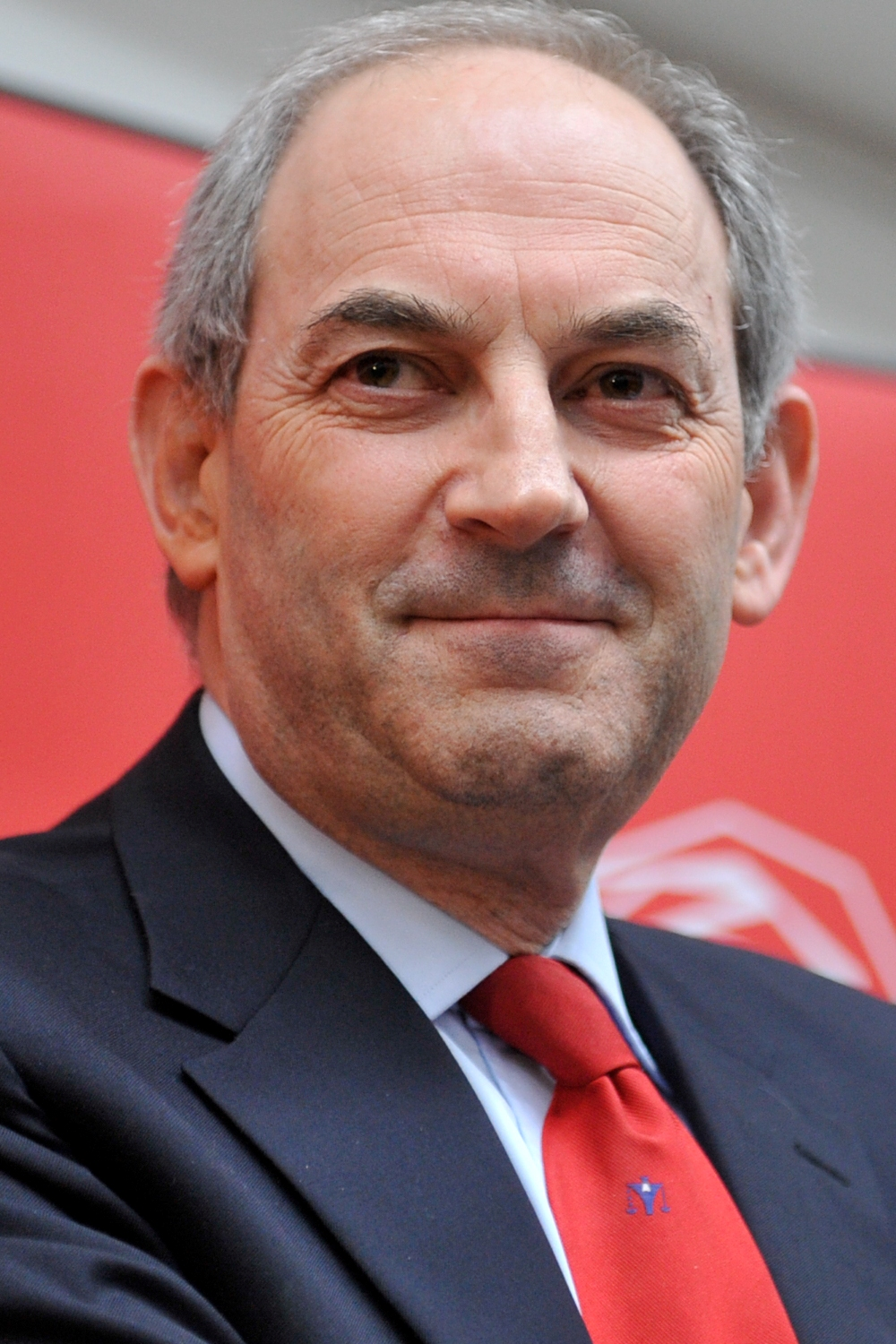
Job Cohen
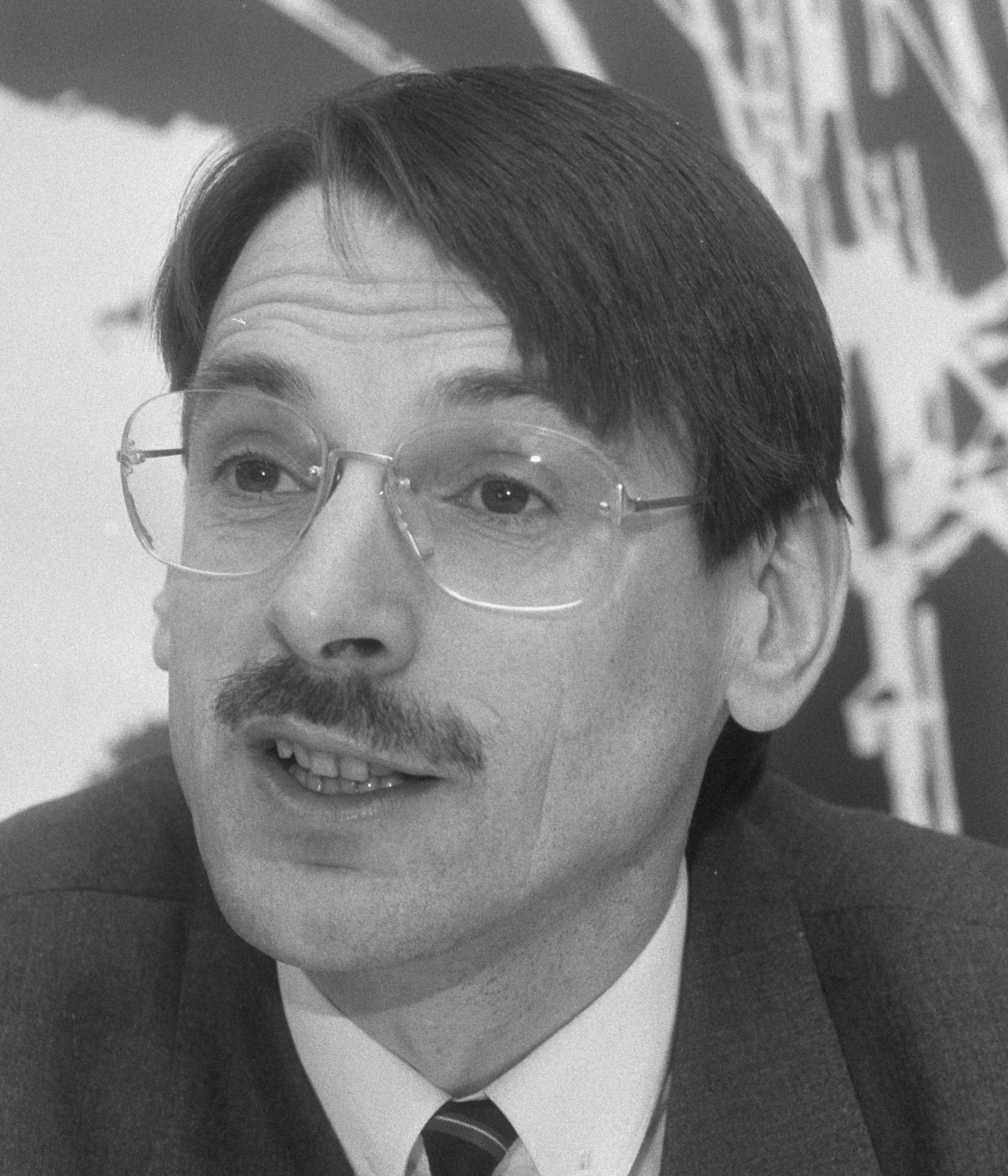
Jo Ritzen
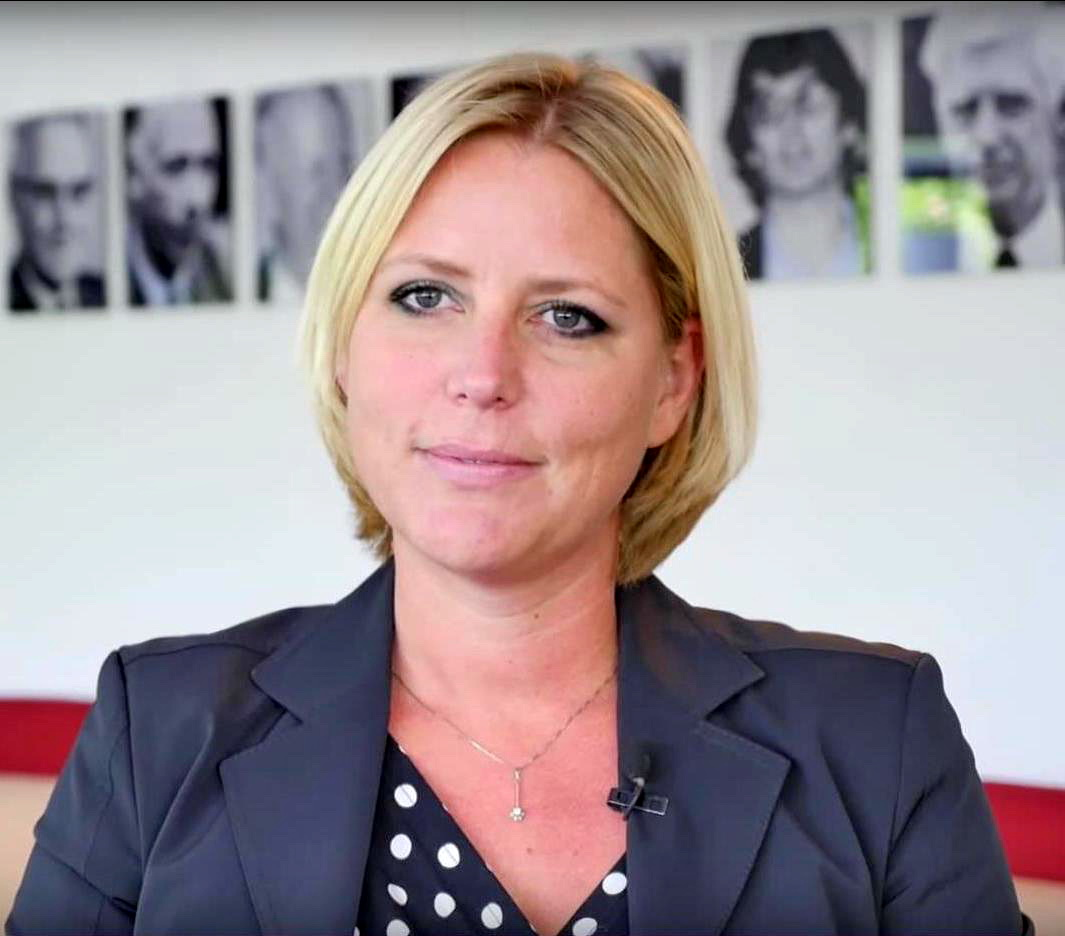
Rianne Letschert

### Faculteiten

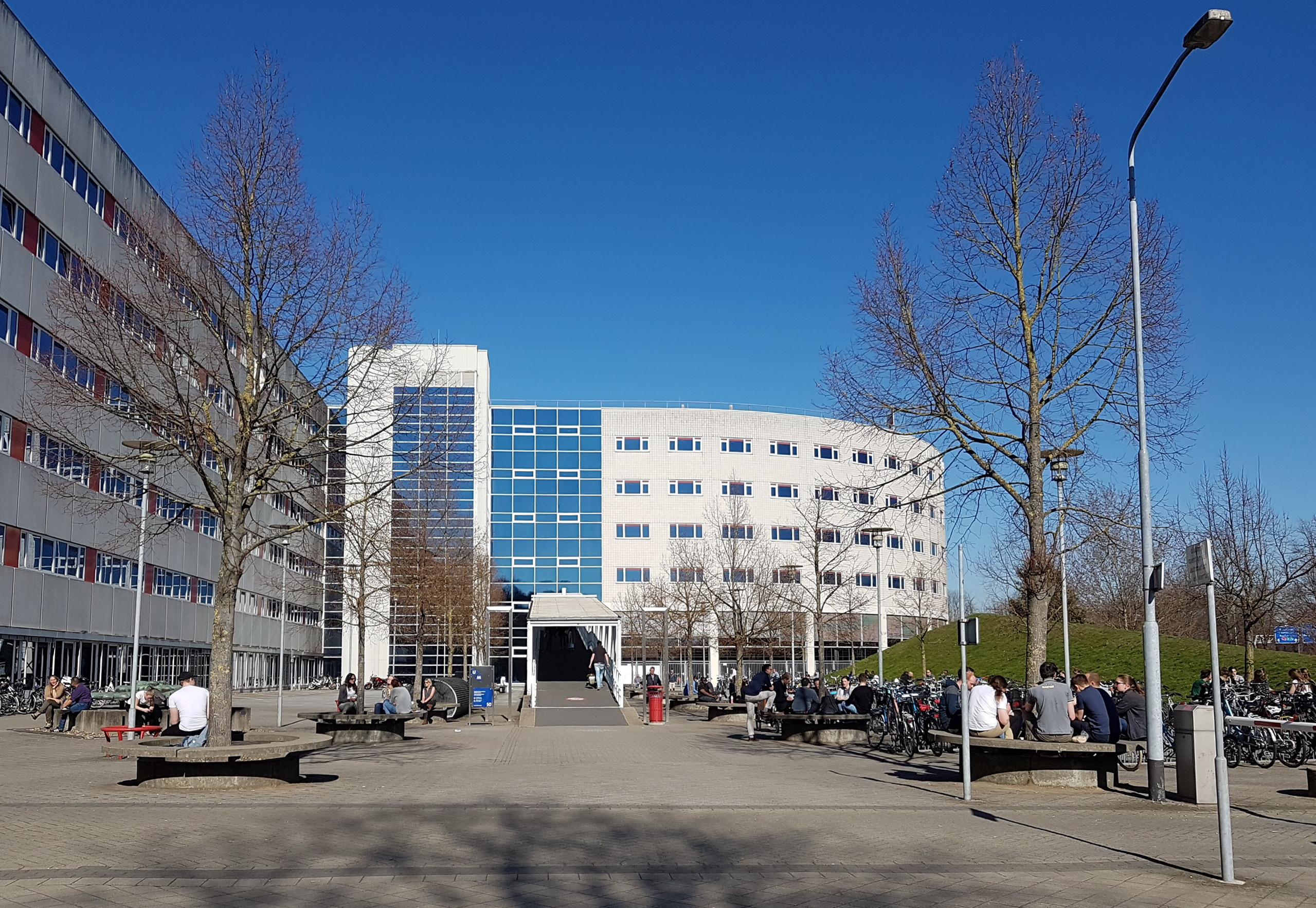
Faculteiten Geneeskunde (FHML) en Psychologie (FPN)

De UM kent zes faculteiten, die meestal met de Engelse benaming worden aangeduid:
- Faculty of Health, Medicine and Life Sciences (FHML), een fusie van de faculteiten Geneeskunde en Gezondheidswetenschappen, aangevuld met Biomedische Wetenschappen.
- Faculty of Law (FL), voorheen Faculteit der Rechtsgeleerdheid (FdR).
- School of Business and Economics (SBE), een fusie van de Faculteit der Economische Wetenschappen en Bedrijfskunde met de UM Business School; in 2022 werd ook de Maastricht School of Management (MSM) onderdeel van de SBE.[26]
- Faculty of Science and Engineering (FSE), voorheen Faculty of Humanities and Sciences, eerder Algemene Faculteit.
- Faculty of Arts and Social Sciences (FASoS), voorheen Faculteit der Cultuur- en Maatschappijwetenschappen.
- Faculty of Psychology and Neuroscience (FPN), voorheen Faculteit der Psychologie en Neurowetenschappen.

### Onderzoeksinstituten
Zoals aan elke universiteit, zijn er aan elk van de zes faculteiten van de UM onderzoekscellen verbonden. Het onderzoek aan de UM richt zich op vier hoofdthema's: Kwaliteit van Leven, Leren en Innoveren, Europa en een Globaliserende Wereld, en Duurzaamheid en Circulaire Economie. Door te kiezen voor 'open research' worden onderzoeksresultaten zoveel mogelijk gedeeld. Veel onderzoek vindt plaats op de vier Brightlands campussen in Maastricht, Sittard-Geleen, Heerlen en Venlo. Daarnaast bestaan er semi-onafhankelijke onderzoeksinstituten, waarvan onderstaande lijst een (onvolledig) overzicht geeft:
- Care and Public Health Research Institute (CAPHRI).[30]
- Cardiovascular Research Institute Maastricht (CARIM).
- Centre for Gender and Diversity (CGD).[31]
- European Centre for Corporate Engagement (ECCE).
- European Centre for Privacy and Cybersecurity (ECPC).[32]
- Experimental Psychopathology (EPP).
- School for Oncology and Developmental Biology (GROW).[33]
- H&G Maastricht Brain & Behaviour Institute.
- Institute for Globalisation and International Regulation (IGIR).[34]
- Institute for Technology-Inspired Regenerative Medicine (MERLN).
- Maastricht Centre for Arts and Culture, Conservation and Heritage (MACCH), expertisecentrum kunst en erfgoed.[35]
- Maastricht Centre for Systems Biology (MaCSBio).[36]
- Maastricht Accounting, Auditing & Information Management Research Center (MARC).[37]
- Maastricht Brain Imaging Centre (M-BIC) of Scannexus; voorheen Brains Unlimited.
- Maastricht Centre for Human Rights (MCHR).
- Maastricht European Institute for Transnational Law Research (METRO).
- Maastricht MultiModal Molecular Imaging Institute (M4I).
- Maastricht Research Institute/School of Economics and Organizations (METEOR).
- Maastricht School of Health Professions Education (SHE).
- Maastricht Sustainability Institute (MSI; voorheen  ICIS).[38]
- School for Mental Health and Neuroscience (MHeNS).
- Montesquieu Institute, centrum voor Europese parlementaire geschiedenis & constitutionele ontwikkeling.
- Maastricht University Centre for International Cooperation in Academic Development (MUNDO).
- Nutrition and Toxicology Research Institute Maastricht (NUTRIM).
- Researchcentrum voor Onderwijs en Arbeidsmarkt (ROA).
- Maastricht Economic and social Research and training centre on Innovation and Technology (UNU-MERIT), onderdeel van de Universiteit van de Verenigde Naties.
- Institute of Data Science (IDS).
- Research centre ETpathfinder.

### Academisch leven

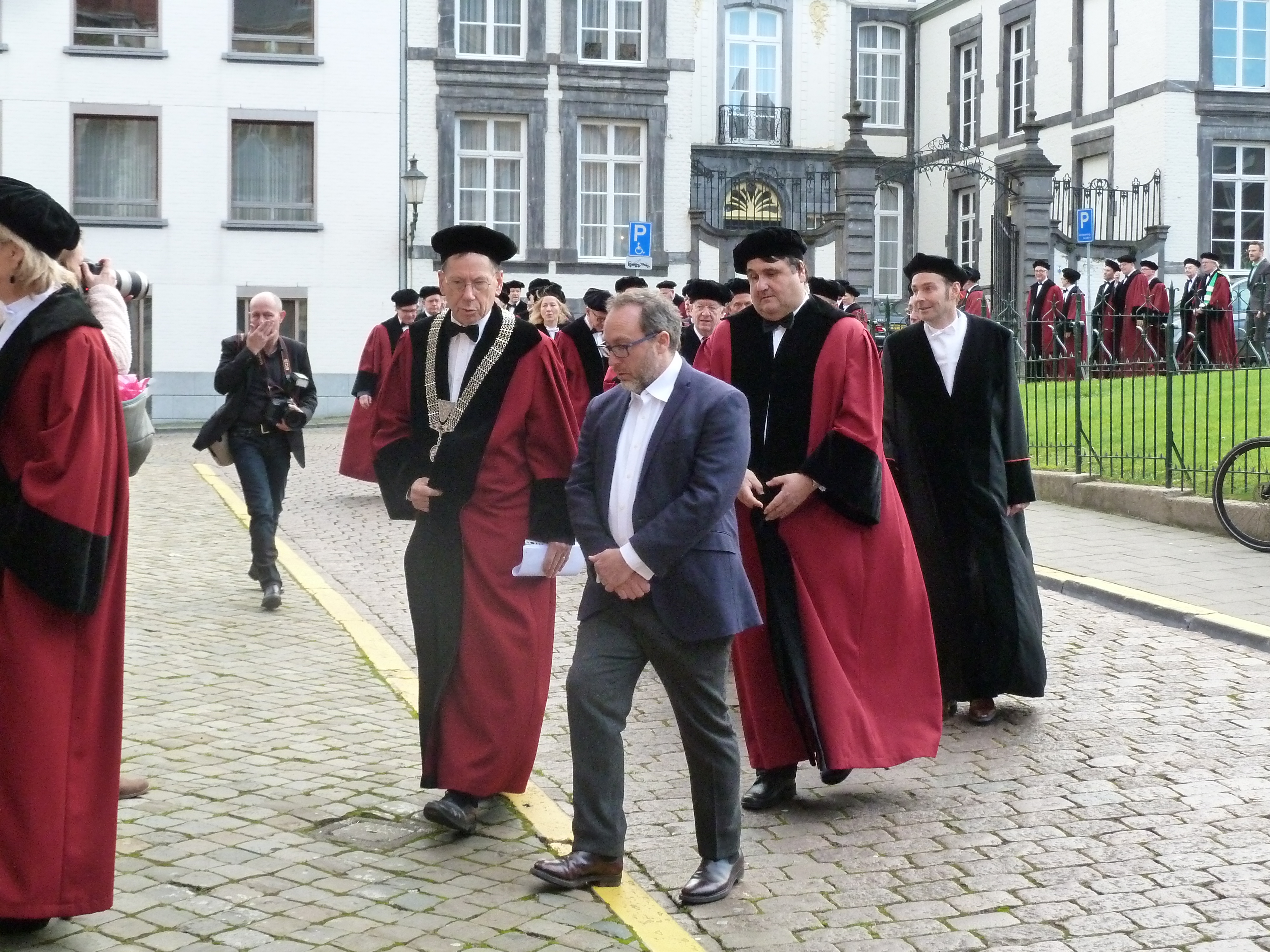
Professorenstoet op het Henric van Veldekeplein t.g.v. de 39e dies natalis, 2015. In het midden: bijna-eredoctor Jimmy Wales. Links van hem Luc Soete. Rechts Martin Paul

Het academisch jaar wordt jaarlijks volgens universitaire traditie geopend met een ochtendsymposium in het Oud Gouvernement, gevolgd door een defilé van het College van Bestuur en hoogleraren (in toga) over het Vrijthof naar het Theater aan het Vrijthof, waar de openingsrede plaatsvindt en een aantal prijzen wordt uitgereikt, onder andere de Edmond Hustinxprijs voor de Wetenschap en de Dr. J.G.H. Tanspenning. De openingsrede wordt uitgesproken door een bekend persoon uit wetenschap of samenleving, in 2004 bijvoorbeeld Helmut Kohl en in 2012 Frans van Vught.
Elk jaar vindt rond 9 januari de dies-viering plaats in de Sint-Janskerk. Hierbij worden traditioneel eredoctoraten en onderwijs- en studentenprijzen uitgereikt. Eredoctoraten werden uitgereikt aan onder anderen Sjeng Tans (1981), Christiaan F. Beyers Naudé (1989), William Baumol (1996), Willem Levelt (2001), Henk Hofland (2001), Jacques Drèze (2005), Paul Crutzen (2013), Christine Van Den Wyngaert (2013), Frans Timmermans (2015), Jimmy Wales (2015) en Jaap van Dissel (2021).

## Onderwijs

### Probleemgestuurd onderwijs en internationale oriëntatie
De Universiteit Maastricht is in Nederland grondlegger van het probleemgestuurd onderwijs, waarbij de studenten kennis maken met de lesstof aan de hand van vraagstukken uit de praktijk. Om die reden worden er relatief weinig hoorcolleges gegeven en relatief veel werkcolleges en practica. De onderwijsgroepen bestaan uit twaalf tot vijftien studenten onder begeleiding van een tutor.
Het onderwijs heeft een sterk internationale oriëntatie. Vanaf het studiejaar 2016-17 vormden studenten met een Nederlandse achtergrond voor het eerst een minderheid (49%) in de totale studentenpopulatie. In 2020 werden bijna alle 22 bacheloropleidingen en 107 masteropleidingen, alsmede alle PhD-programma's in het Engels aangeboden. Het aandeel van de buitenlandse studenten stijgt nog steeds en bedroeg in 2023 59%. Bij twee faculteiten, de Faculty of Arts and Social Sciences en de Faculty of Science and Engineering, ligt dat percentage een stuk hoger. Opleidingen als Europese Studies, International Business en International Economic Studies trekken eveneens veel buitenlandse studenten. Hetzelfde geldt voor de European Law School en het University College Maastricht. In 2023 was meer dan de helft van de studenten afkomstig uit de Euregio Maas-Rijn, dat wil zeggen uit de Nederlandse provincie Limburg en de aangrenzende regio's in België en Duitsland. Circa 40% van de studenten gaat op uitwisseling, meer dan elders in Nederland. Van de circa 94.000 Maastrichtse alumni in 2023 woonde 35% in het buitenland. Daarmee kan de UM tot de meest internationale universiteiten van Europa worden gerekend.
De UM participeert in een aantal samenwerkingsverbanden, zoals de Transnationale Universiteit Limburg (tUL), een samenwerking met de Universiteit Hasselt (België). In een eerder stadium was er sprake van het samenwerkingsverband ALMA: Aken, Luik, Maastricht - Alliantie. Met de Radboud Universiteit Nijmegen bestaat sinds 2018 een alliantie die zich richt op samenwerking tussen de twee academische ziekenhuizen en nieuwe masteropleidingen op de Campus Venlo. Met de RWTH Aachen participeert de UM in het te Aken gevestigde Aachen-Maastricht Institute for CardioRenal Disease (AMICARE). Op de Brightlands-campus in Sittard-Geleen wordt met dezelfde universiteit samengewerkt in het Aachen Maastricht Institute for Biobased Materials (AMIBM). Op het gebied van duurzaamheid vindt samenwerking plaats met de Universiteit van York. Verder is de UM lid van twee internationale universiteitsnetwerken: Wordwide Universities Network (WUN) en Young European Research Universities Network (YERUN).

### Onderwijsbeoordeling

#### Landelijk
Onderwijsaccreditatie speelt een grote rol bij de keuze van studenten voor een bepaalde hogeschool of universiteit. Vanaf 2009 worden alle hoger onderwijsopleidingen in Nederland en Vlaanderen beoordeeld door de Nederlands-Vlaamse Accreditatieorganisatie. De UM wordt daarbij steeds positief beoordeeld.
In de door het Centrum Hoger Onderwijs Informatie (CHOI) gepubliceerde Keuzegids, die de mening van studenten over een groot aantal studierichtingen weergeeft, scoort de Universiteit Maastricht al jaren goed tot zeer goed. In de Keuzegids 2015 werd de UM door studenten gewaardeerd als "beste brede universiteit van Nederland". In de gids van 2022 bestempelden studenten de Maastrichtse universiteit als de op twee na beste van Nederland (na Wageningen en de OU) in de categorie 'overige universiteiten'. Van de 44 Maastrichtse mastersopleidingen eindigden er in 2016 dertien binnen hun categorie op de eerste plaats. Daarvan kregen er vier het kwaliteitszegel van de Keuzegids. Ook de bacheloropleidingen worden door de gids over het algemeen positief beoordeeld: veertien van de zeventien beoordeelde UM-bacheloropleidingen behaalden in 2016 een top-3 positie, waarvan er zes als beste uit de bus kwamen. In de Keuzegids 2022 kregen zes opleidingen het predicaat 'topopleiding' (minimaal 75 punten): geneeskunde, econometrie, Global Studies, het Science Programme en de University Colleges in Maastricht en Venlo. Opvallend is dat Global Studies, dat pas in 2020 van start ging, met een 8,6 het hoogste rapportcijfer behaalde. De European Law School behaalde met 4,3 de laagste score van alle Maastrichtse opleidingen. Maastrichtse studenten zijn tevens het meest tevreden over het niveau van het Engels van hun docenten.

#### Internationaal
Bij de internationale 'rankings' scoort de Universiteit Maastricht vrij goed tot goed. Na een jarenlange reeks van stijgingen, daalde de UM vanaf circa 2015 in de meeste rankings van beste universiteiten wereldwijd, voor een deel vanwege gewijzigde berekeningsmodellen. In de Times Higher Education World University Rankings (THE) stond de UM in 2022 op plaats 127 (nr. 88 in 2016). Op de QS World University Rankings stond de UM in 2021 op plaats 233; in 2012 was dat nog 107. In een andere belangrijke ranking, de Academic Ranking of World Universities (ARWS of 'Shanghai Ranking') wordt de UM al jarenlang ingedeeld in de categorie "201 tot 300 beste universiteiten".
Twee van deze accreditatieorganisaties publiceren tevens jaarlijks een lijst van beste 'jonge' universiteiten wereldwijd (jonger dan 50 jaar). THE plaatste de UM in 2016 op de vierde plaats in deze lijst; QS op de zevende plaats. In 2020 en 2021 stond de UM in de THE-lijst op de zesde plaats; op de QS-lijst van 2021 was de UM gezakt naar de negentiende plaats. In een commentaar schreef hoofdredacteur Phil Baty van Times Higher Education in 2014: "(...) this table highlights one truly remarkable performer: Maastricht University. Founded as recently as 1976, it has jumped dramatically into the 100 Under 50 top 10 – reflecting its steady rise up the traditional rankings, too. It is another sign of Dutch higher education’s strength in depth."
Sinds 2007 bezit de School of Business and Economics van de UM de zogenaamde Triple Crown accreditatie (AACSB, EQUIS en AMBA). In een onderzoek van de Financial Times uit 2021 eindigde de master-opleiding international business van de UM op plaats 37 in de top 100 van beste managementopleidingen wereldwijd.

### Vooraanstaande hoogleraren
De volgende (incomplete) lijst geeft een overzicht van hoogleraren aan de UM, die zich op een bijzondere manier verdienstelijk hebben gemaakt voor wetenschap en maatschappij. De kwalificatie 'vooraanstaand' of 'gedistingeerd' moet niet worden verward met de titel 'universiteitshoogleraar' (Engels: distinguished professor), die anno 2021 aan slechts vier hoogleraren aan de UM is toegekend: Peter Peters, Ron Heeren, Clemens van Blitterswijk en Michel Dumontier.
- Wil Albeda: hoogleraar economie, medeoprichter Faculteit Economie, minister van Sociale Zaken.
- Maurits Allessie: hoogleraar fysiologie, lid van de KNAW.
- Marjolein van Asselt, hoogleraar risk management, lid van de Onderzoeksraad voor Veiligheid.
- Wiebe Bijker: hoogleraar technologie & wetenschap, met Trevor Pinch grondlegger van Social Construction of Technology (SCOT).
- Clemens van Blitterswijk: distinguished professor regeneratieve geneeskunde, oprichter-directeur MERLN Institute, lid KNAW.
- Peter Van den Bossche: hoogleraar internationaal economisch recht, directeur IGIR (zie onderzoeksinstituten), waarnemend directeur van het WTO Appellate Body Secretariat.[60]
- Theo van Boven: emeritus hoogleraar internationaal recht, voormalig VN-directeur voor mensenrechten en bijzonder VN-rapporteur voor marteling.
- Jan Dietz, emeritus hoogleraar management informatiesystemen.
- Maarten Doorman: hoogleraar cultuurfilosofie.
- Michel Dumontier: distinguished professor data-wetenschappen, oprichter-directeur Institute of Data Science.
- Joep Geraedts: emeritus hoogleraar genetica en celbiologie.
- Rainer Goebel: hoogleraar cognitieve neurowetenschap, oprichter-directeur van het Maastricht Brain Imaging Centre, lid KNAW.
- Ferdinand Grapperhaus: hoogleraar arbeidsrecht, van 2006-14 kroonlid SER, in 2017 benoemd tot minister van Veiligheid en Justitie.
- Pamela Habibović: hoogleraar anorganische biomaterialen, directeur MERLN Institute.
- John Hagedoorn: hoogleraar Strategy & International Business, 'fellow' van United Nations University-MERIT.
- Ron Heeren: distinguished professor moleculaire beeldvorming, directeur onderzoeksinstituut M4I, lid KNAW.
- Stefan Hild: hoogleraar experimentele natuurkunde, projectleider ETpathfinder.
- Geert Hofstede: emeritus hoogleraar Organizational Anthropology & International Management, grondlegger van het Institute for Research on Intercultural Cooperation (IRIC).
- Ernst Homburg: emeritus hoogleraar Geschiedenis van Wetenschap en Technologie.
- Saskia Klosse: hoogleraar sociaal recht, kroonlid SER.
- André Knottnerus: hoogleraar huisartsgeneeskunde, voorzitter van de Gezondheidsraad, lid van de KNAW.
- Harald Merckelbach: hoogleraar rechtspsychologie, lid van de KNAW.
- Joan Muysken: emeritus hoogleraar macro- en arbeidseconomie; medeoprichter Faculteit Economie.
- Franz Palm: hoogleraar econometrie, lid van de KNAW.
- Peter Peters: distinguished professor nanobiologie, mededirecteur onderzoeksinstituut M4I, oprichter-directeur Institute of Nanoscopy.
- Mark Post: hoogleraar vasculaire fysiologie, pionier op het gebied van kweekvlees, mede-oprichter Mosa Meat.
- Corine de Ruiter: hoogleraar forensische psychologie.
- Hein Schreuder: hoogleraar bedrijfseconomie i.h.b. strategie & organisatie, medeoprichter Faculteit Economie & Bedrijfskunde, later "architect van het nieuwe DSM".[61]
- Mathieu Segers: hoogleraar hedendaagse Europese geschiedenis en Europese integratie, lid Wetenschappelijke Raad voor het Regeringsbeleid.
- Jan Smits, hoogleraar Europees privaatrecht, lid van de KNAW.
- Luc Soete: hoogleraar algemene economie, directeur van onderzoeksinstituut United Nations University-MERIT, lid van de Strategie van Lissabon.
- Twan Tak: emeritus-hoogleraar staats- en bestuursrecht, medegrondlegger van de Maastrichtse School.
- Sally Wyatt: hoogleraar digitale samenleving en ontwikkeling, senior-onderzoeker Huygens Instituut.

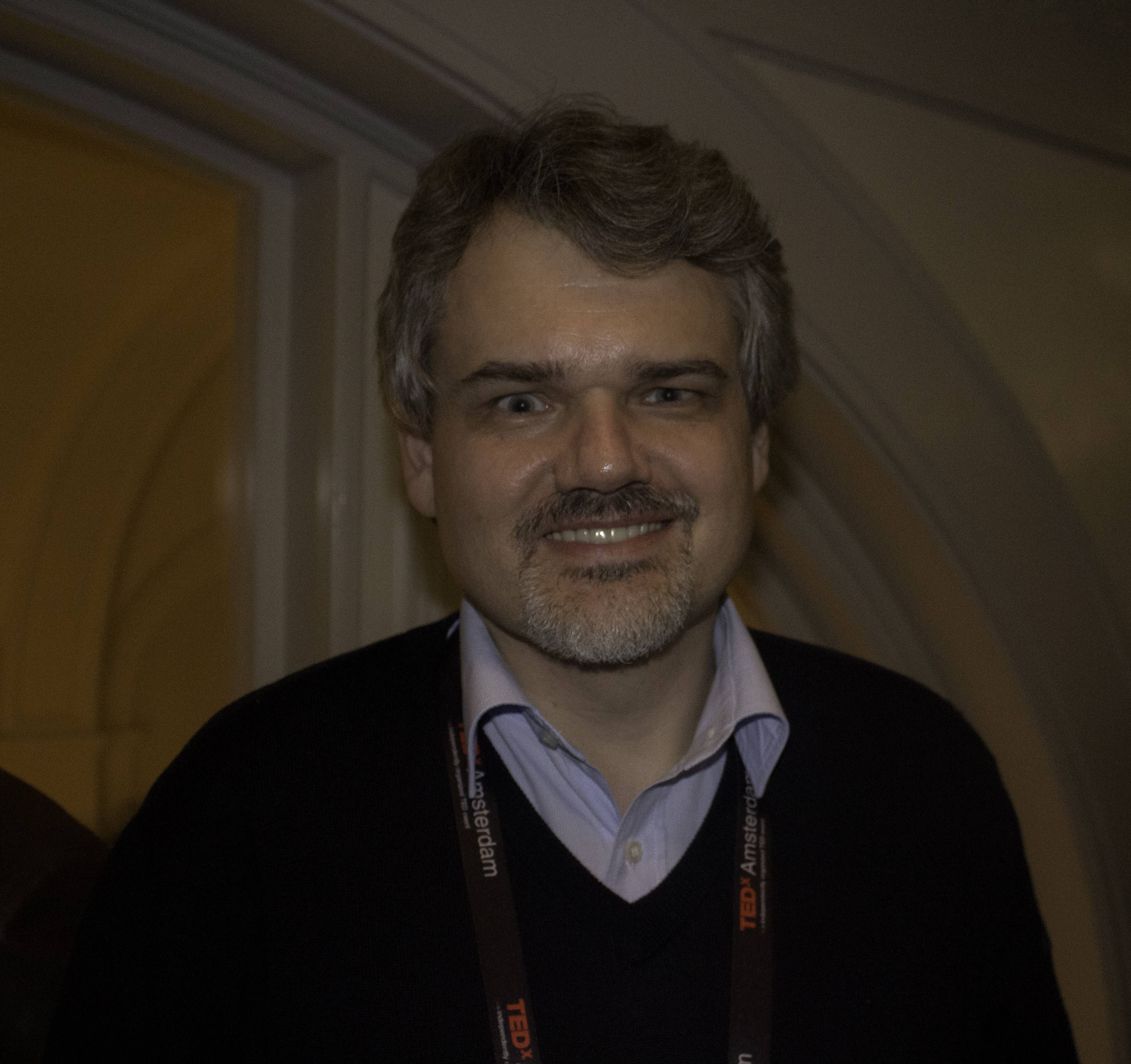
Rainer Goebel
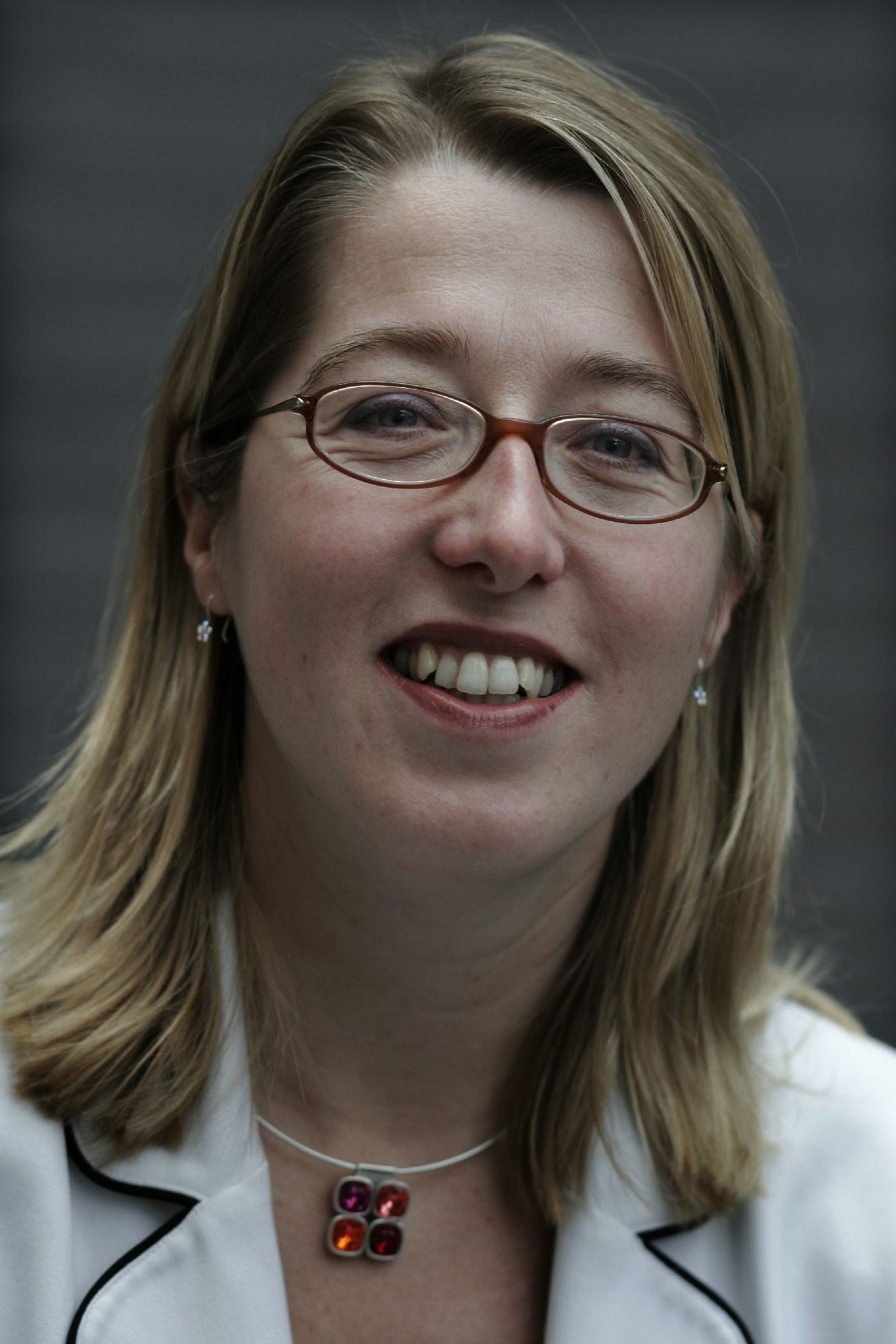
Marjolein van Asselt
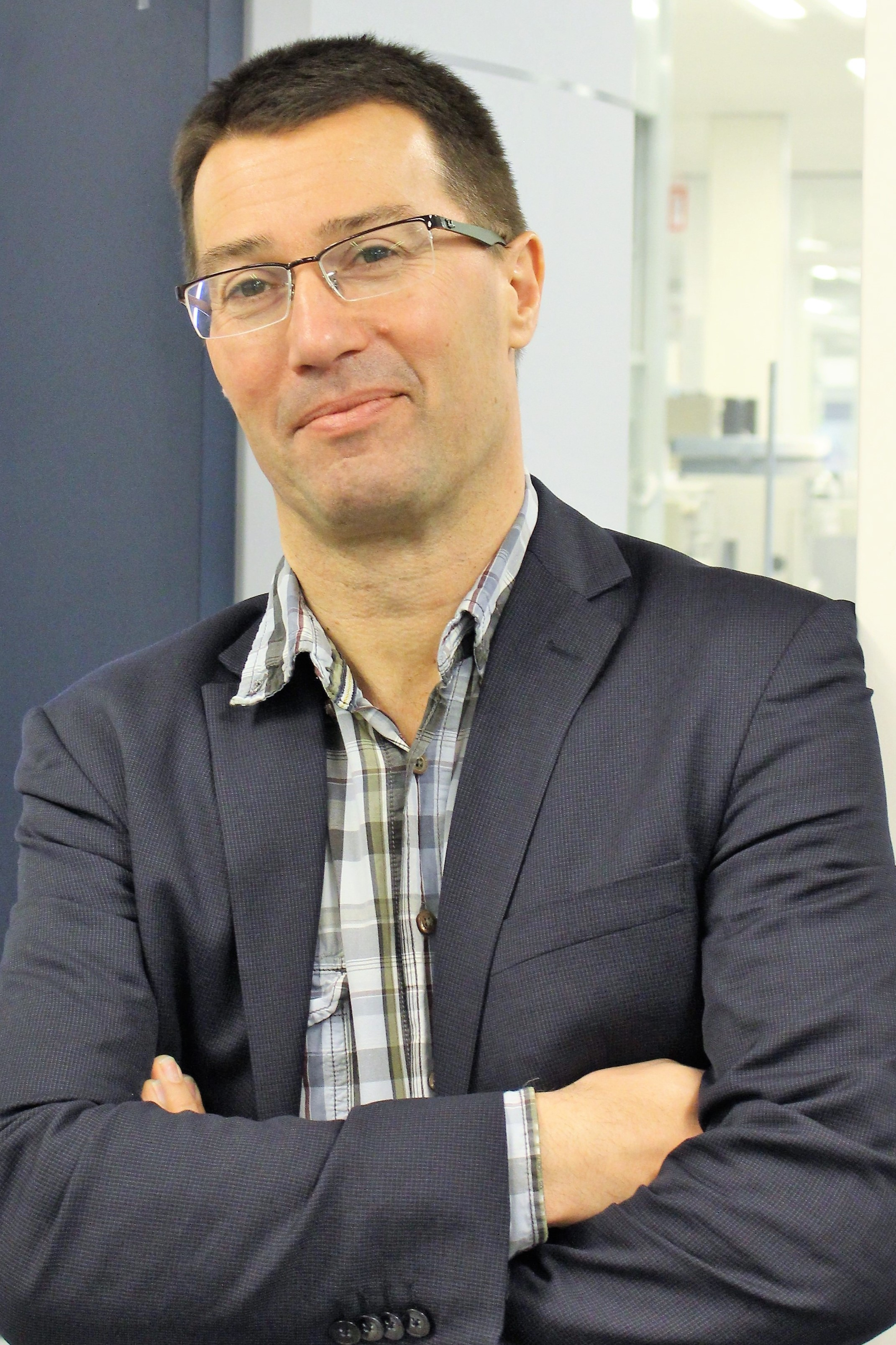
Ron Heeren
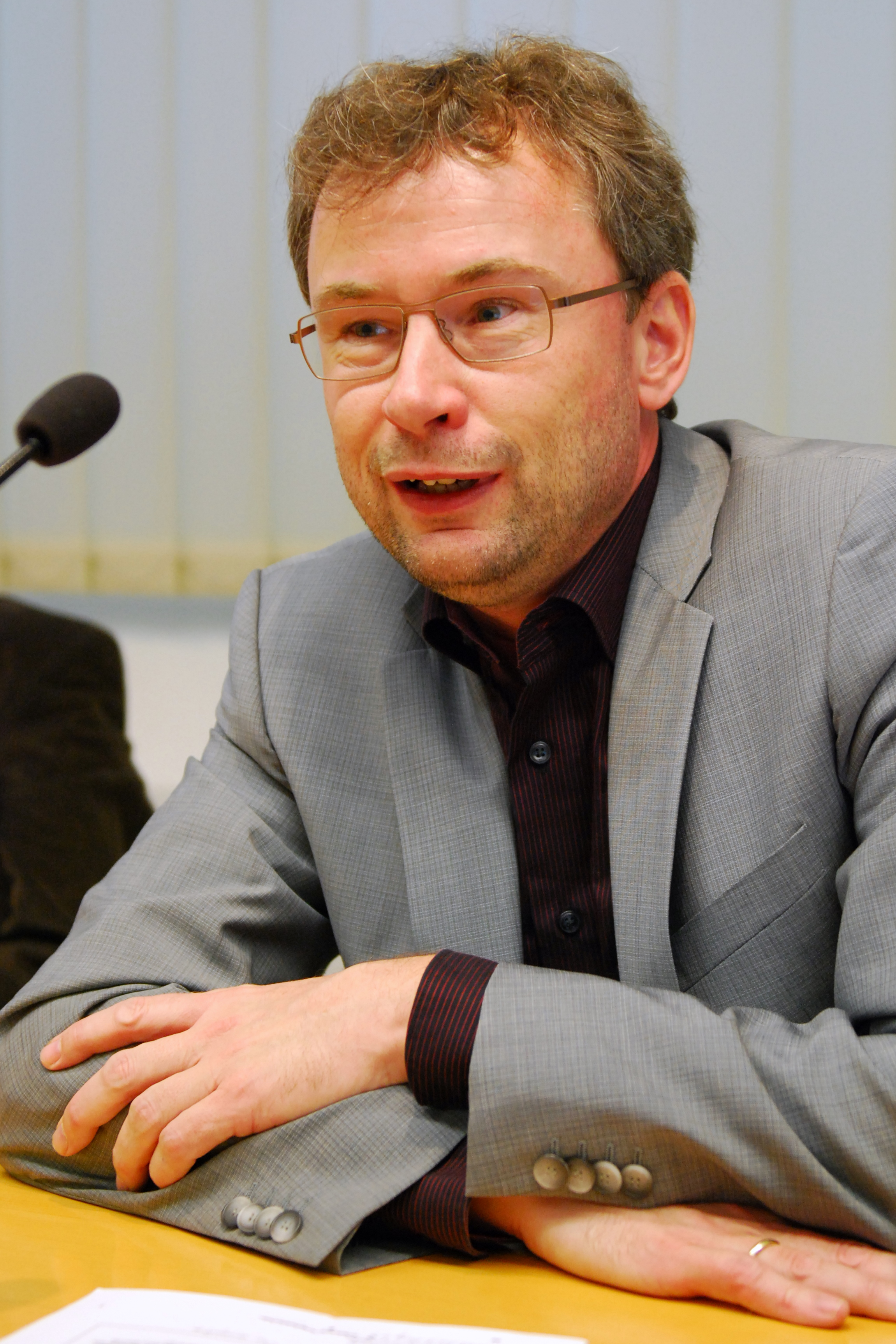
Jan Smits

## Locaties
De Universiteit Maastricht is deels gevestigd in oude panden in het historische centrum van de stad, deels in nieuwbouw in de wijk Randwyck. De UM heeft verder een bescheiden nevencampus in Venlo en steunpunten in Brussel en Bangalore (India).

### Campus Binnenstad
Hoewel het aanvankelijk de bedoeling was dat de Universiteit Maastricht zou uitgroeien tot een campusuniversiteit, werd al vrij snel gekozen voor huisvesting in leegstaande kloosters en andere gebouwen in het centrum van de stad. Deze beslissing heeft geleid tot het behoud en hergebruik van een groot aantal monumentale panden. Drie van de zes UM-faculteiten en diverse administratieve diensten zijn thans in de binnenstad gevestigd.

#### Jekerkwartier
Een belangrijke concentratie van UM-gebouwen bevindt zich in het westelijk deel van het Jekerkwartier. Door de aanwezigheid van de universiteit en enkele andere instellingen voor hoger onderwijs (de Toneelacademie Maastricht, de Jan van Eyck Academie en het Conservatorium Maastricht) wordt dit deel van het Jekerkwartier ook wel het Quartier Latin van Maastricht genoemd.
Het College van Bestuur van de universiteit zetelt in het voormalige Tweede Minderbroedersklooster op de Minderbroedersberg. Het College wordt om die reden soms spottend aangeduid als "de berg" ("de berg heeft besloten..."). In het gebouw bevinden zich tevens een aantal administratieve afdelingen en de aula, waar de meeste promoties plaatsvinden. De rechtenfaculteit van de UM is gevestigd in het Oud Gouvernement aan de Bouillonstraat. Daartegenover ligt de 17e-eeuwse Hof van Slijpe, waar het Department of Knowledge Engineering (DKE) was ondergebracht (in 2019 verhuisd naar Randwyck; zie hieronder). Het Herenhuis Hustinx aan de Kapoenstraat 2 herbergde tot 2020 het Science Programme en is sinds 2021 onderdeel van de rechtenfaculteit. De School of Business and Economics (SBE) is gevestigd in een groot complex aan de Tongersestraat, dat tot 1967 het Canisianum huisvestte, een klooster en opleidingscentrum van de jezuïeten. De binnenstadslocatie van de Universiteitsbibliotheek Maastricht heeft de plaats ingenomen van de voormalige stadsbibliotheek tussen de Grote Looierstraat en de Nieuwenhofstraat. Het informatie- en talencentrum van de UM is ondergebracht in het voormalige Bonnefantenklooster aan de Ezelmarkt. Het University College Maastricht zetelt in de Nieuwenhof, een voormalig begijnhof.

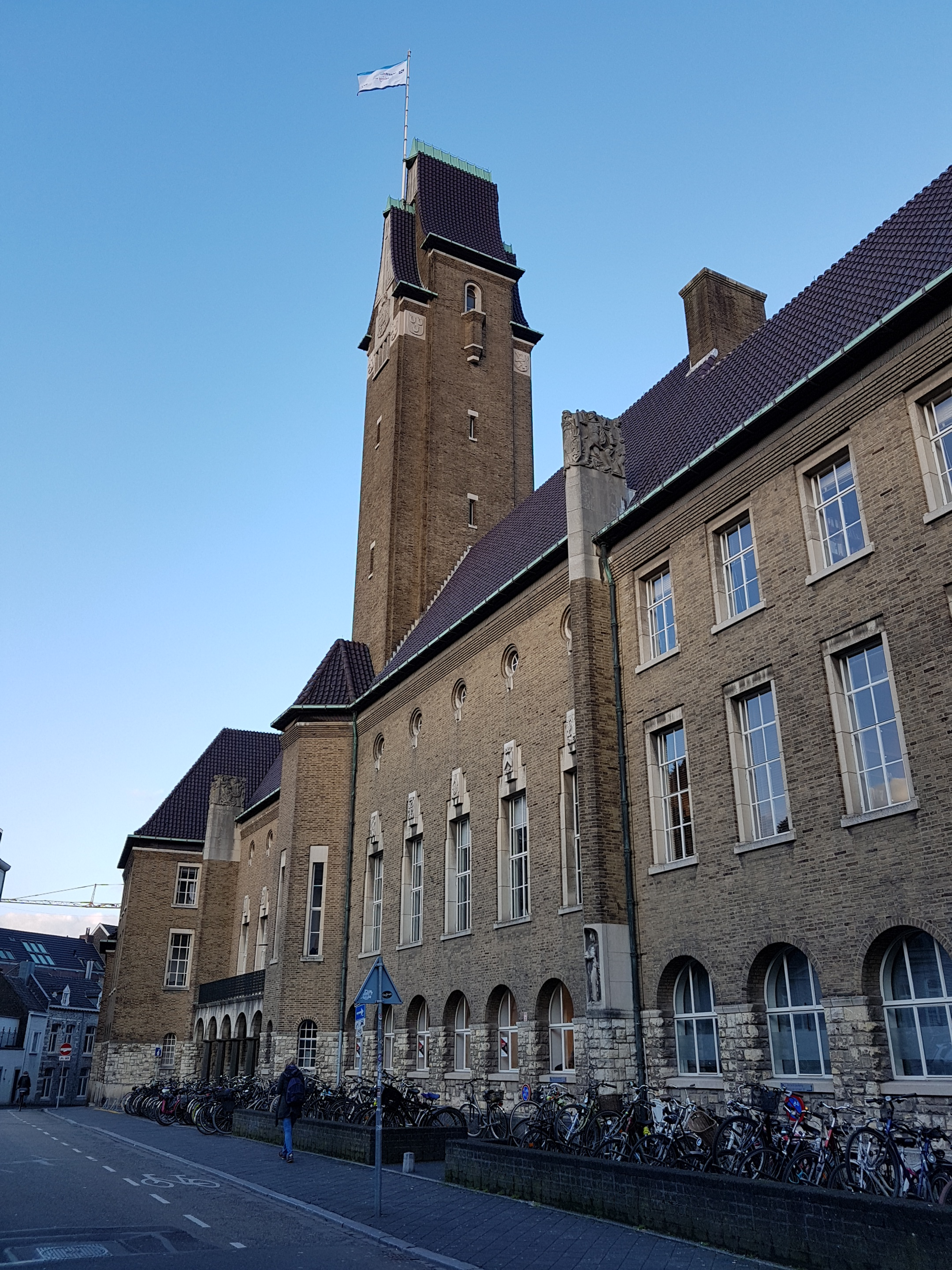
Bouillonstraat, Oud Gouvernement (FL)
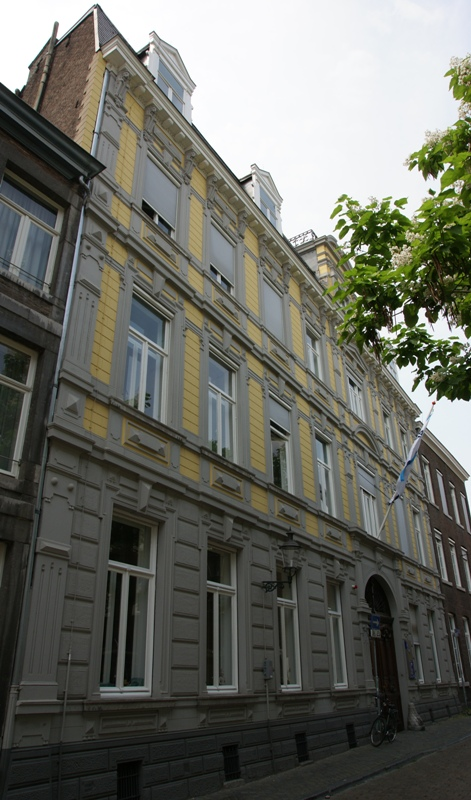
Kapoenstraat, Huis Hustinx (FL)
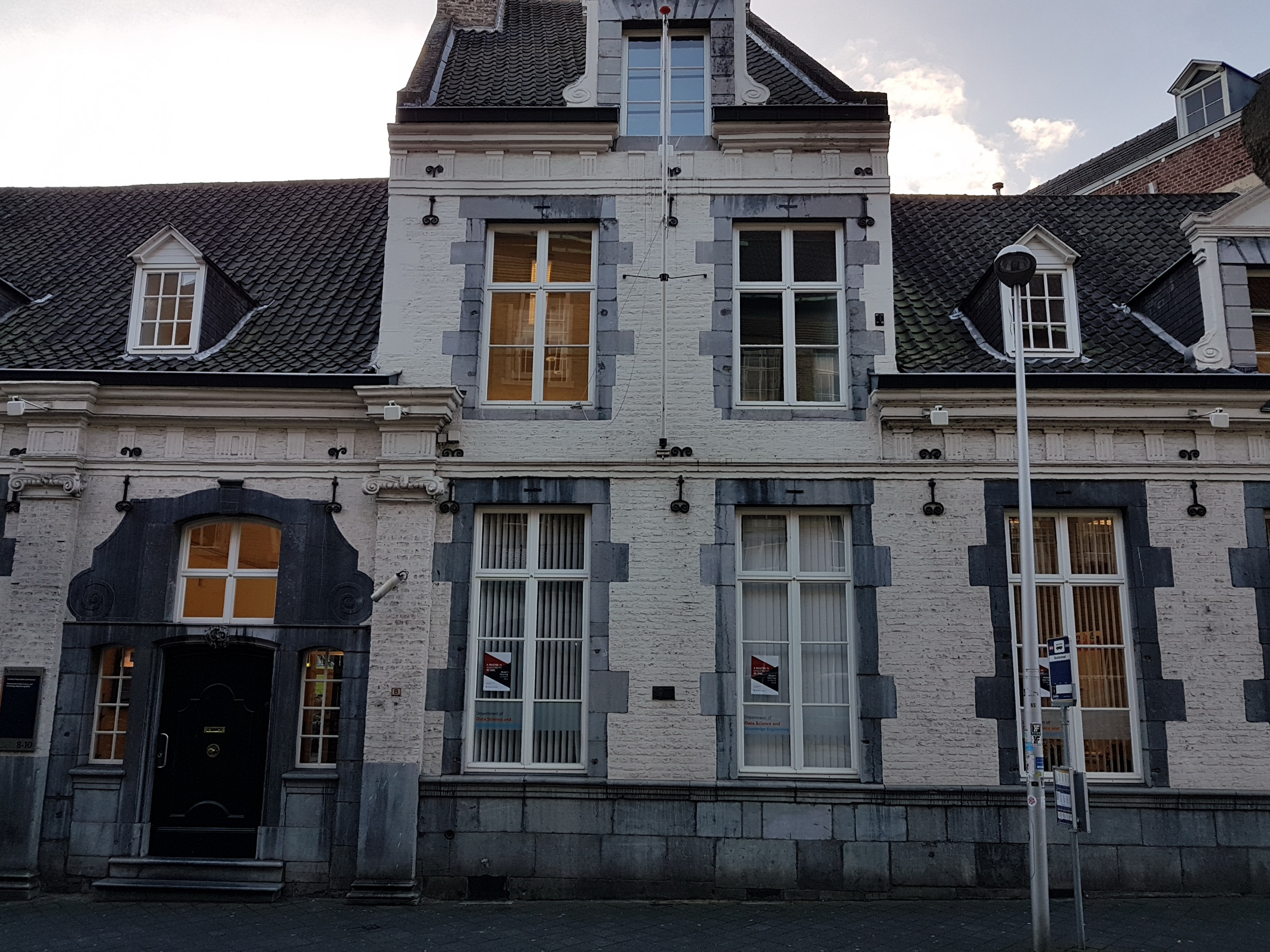
Bouillonstraat, Hof van Slijpe (tot 2019: DKE)
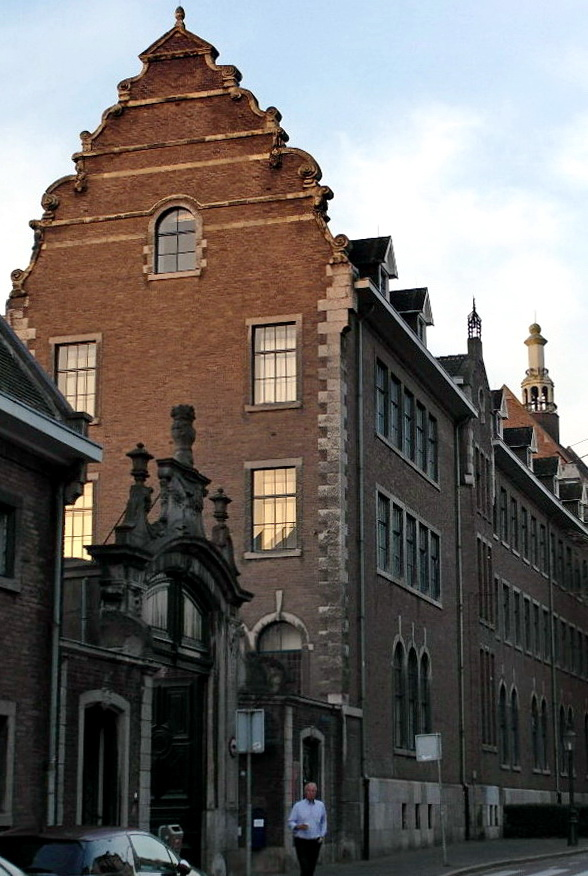
Tongersestraat, Canisianum (SBE)

#### Elders in de binnenstad
Enkele universitaire instellingen zijn gehuisvest in historische panden elders in het centrum van de stad. De Faculty of Arts and Social Sciences (FASoS) is ondergebracht in een aantal gebouwen aan de Grote Gracht, onder andere de Hof van Tilly (genoemd naar de graaf van Tilly, de militaire gouverneur van Maastricht, die er begin 18e eeuw woonde), het Huis Soiron (gebouwd door Mathias Soiron voor zijn broers, kanunniken van Sint-Servaas) en de voormalige Ursulinenscholen.
In verband met de snelle groei van het aantal studenten, zocht de UM voortdurend naar uitbreidingsmogelijkheden, zowel in het centrum van Maastricht als in Randwyck. In 2013 bereikten de rijksoverheid, de gemeente Maastricht, de provincie Limburg en de universiteit overeenstemming over de aankoop van de terreinen van de leegstaande Tapijnkazerne, aan de rand van het Jekerkwartier. Een deel van de bestaande gebouwen is anno 2024 in gebruik door de School of Business & Economics en de universiteitsbibliotheek. Sommige niet-monumentale gebouwen op het voormalige kazerneterrein worden de komende jaren gesloopt en vervangen door nieuwbouw. Een deel van het terrein is vergroend en bij het Stadspark gevoegd.

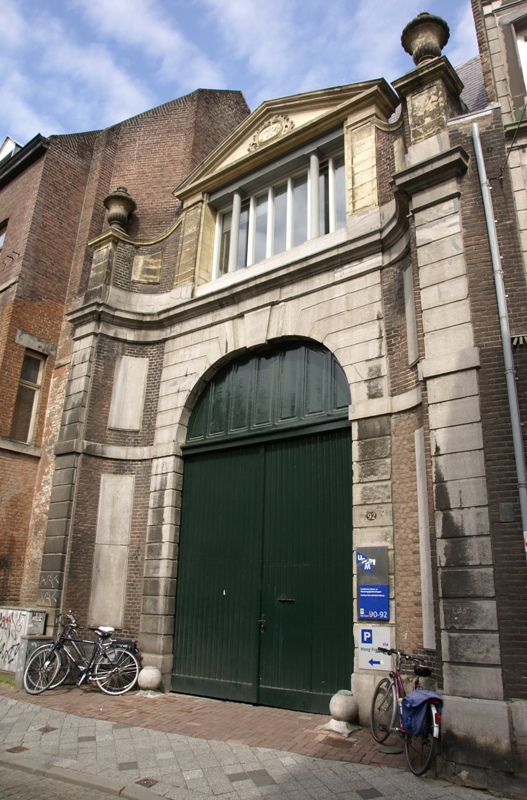
Grote Gracht, Hof van Tilly (FASoS)
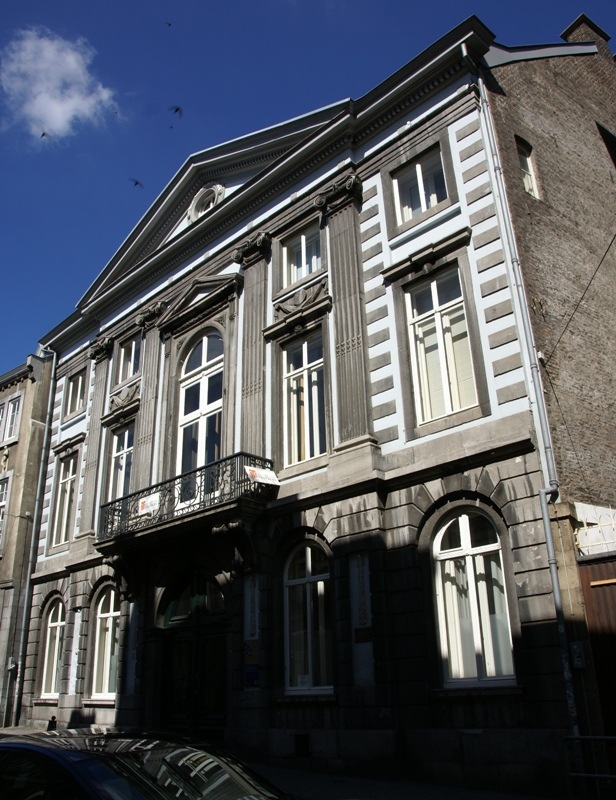
Grote Gracht, Huis Soiron (FASoS)
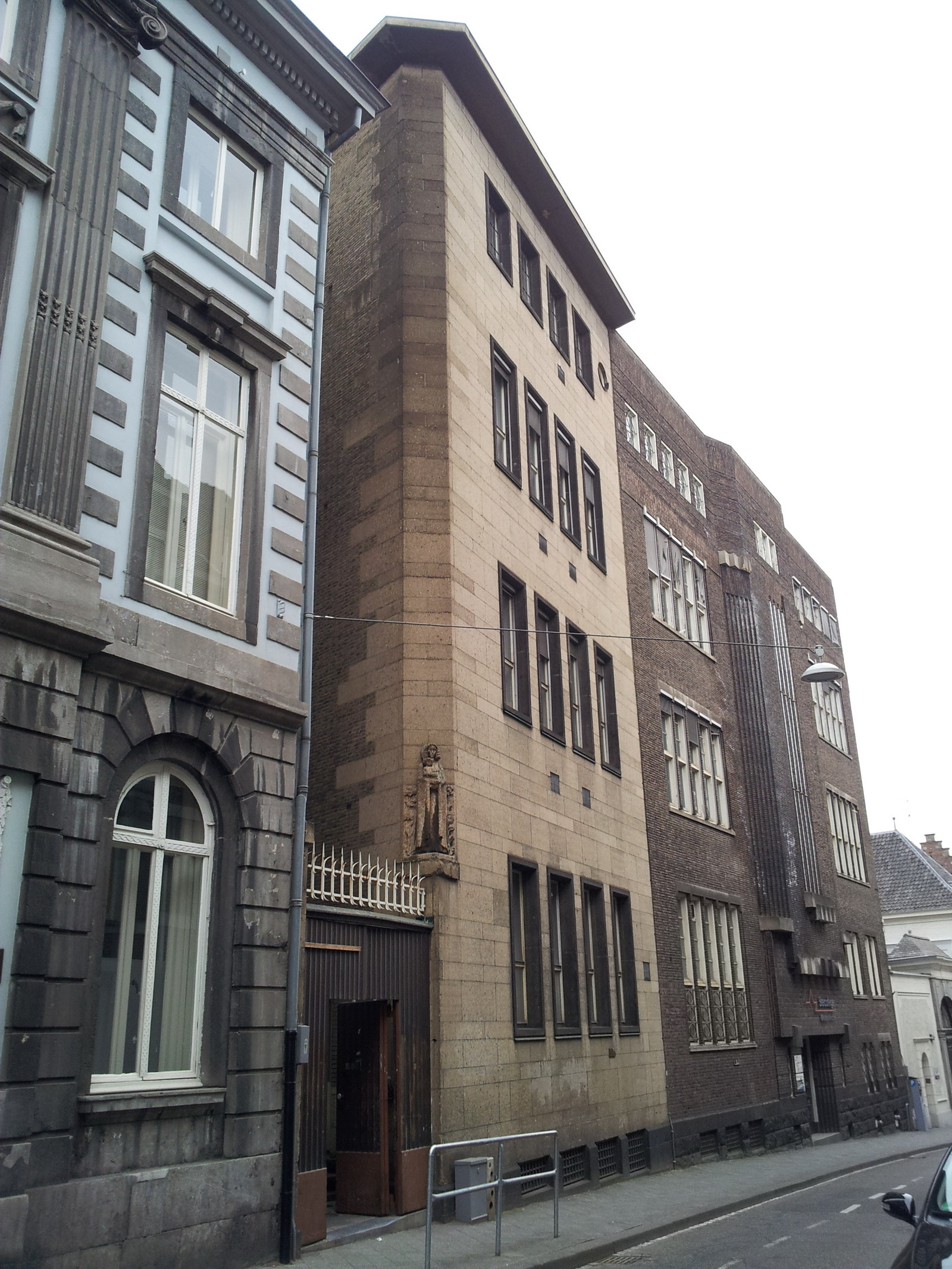
Grote Gracht, Ursulinenscholen (FASoS)
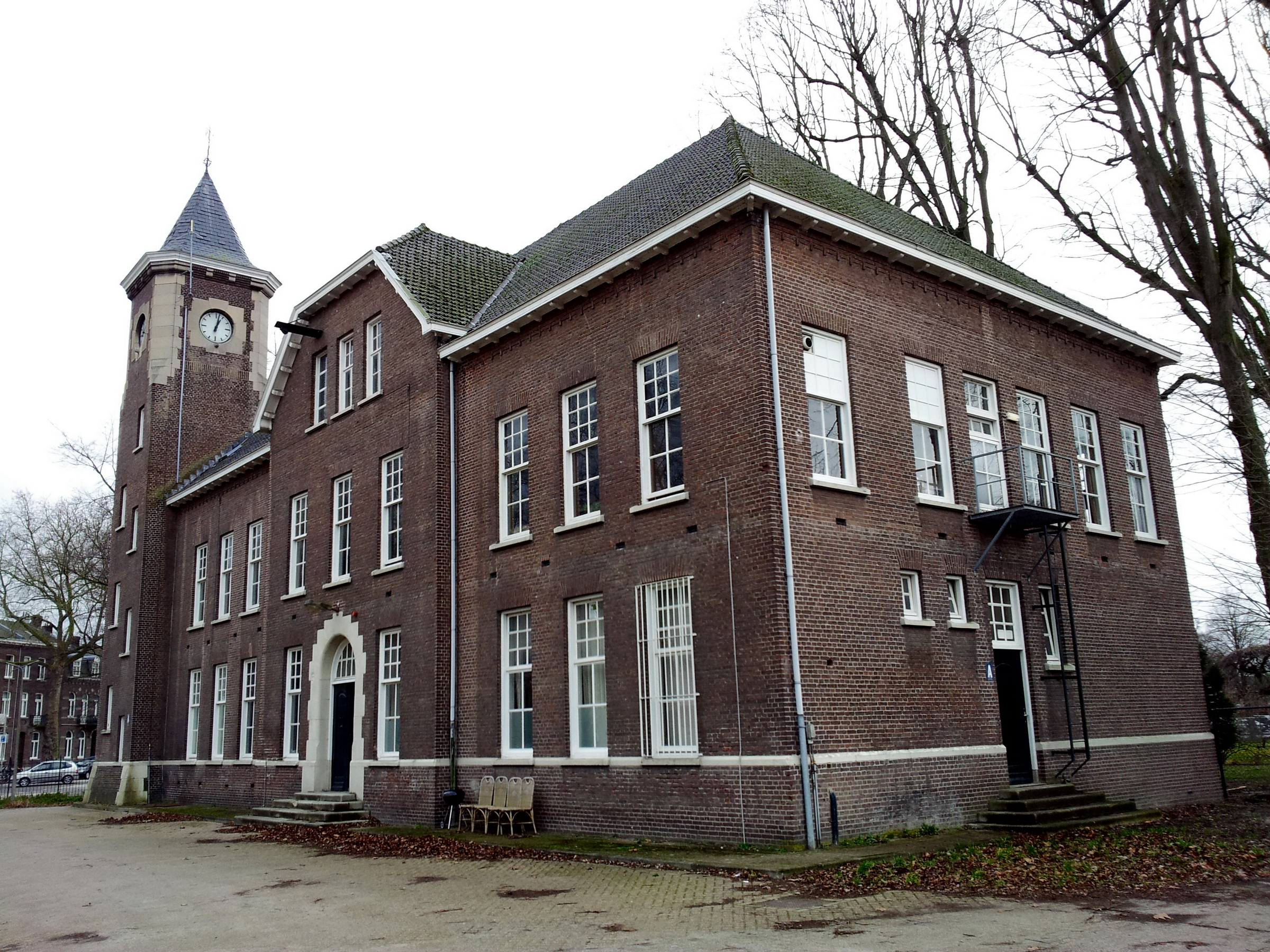
Wachtgebouw Tapijnkazerne

### Campus Randwyck
In de kantorenwijk Randwyck, in Maastricht-Zuidoost, zijn sinds de jaren 1980 de faculteiten Health, Medicine and Life Sciences (FHML) en Psychology and Neuroscience (FPN) gevestigd. Daar bevindt zich ook het academisch ziekenhuis (azM). In 2010 werd een gezamenlijke investeringsholding van azM en UM gevormd, het Maastricht University Medical Centre Plus (Maastricht UMC+). In deze holding worden ook nieuwe bedrijven en onderzoeksinstellingen gebundeld, die zich met life-sciences bezighouden. Daarvoor wordt in Randwyck de Brightlands Maastricht Health Campus ontwikkeld (niet te verwarren met de in 2009 afgeblazen Calatrava-campus, eveneens in Randwyck).
In 2019 verwierf de UM een bestaand kantoorpand aan de Paul-Henri Spaaklaan 1, waar zich na een interne verbouwing de relatief jonge Faculty of Science and Engineering (FSE) vestigde. In hetzelfde jaar verwierf de universiteit, eveneens in Randwyck, het voormalige hoofdkantoor van dagblad De Limburger (de "zwarte doos") aan het Duboisdomein. Dit gebouw huisvest na de verbouwing zowel onderzoeksfaciliteiten voor FSE als het onderzoekscentrum voor de ETpathfinder, het prototype van de Einsteintelescoop (ET).

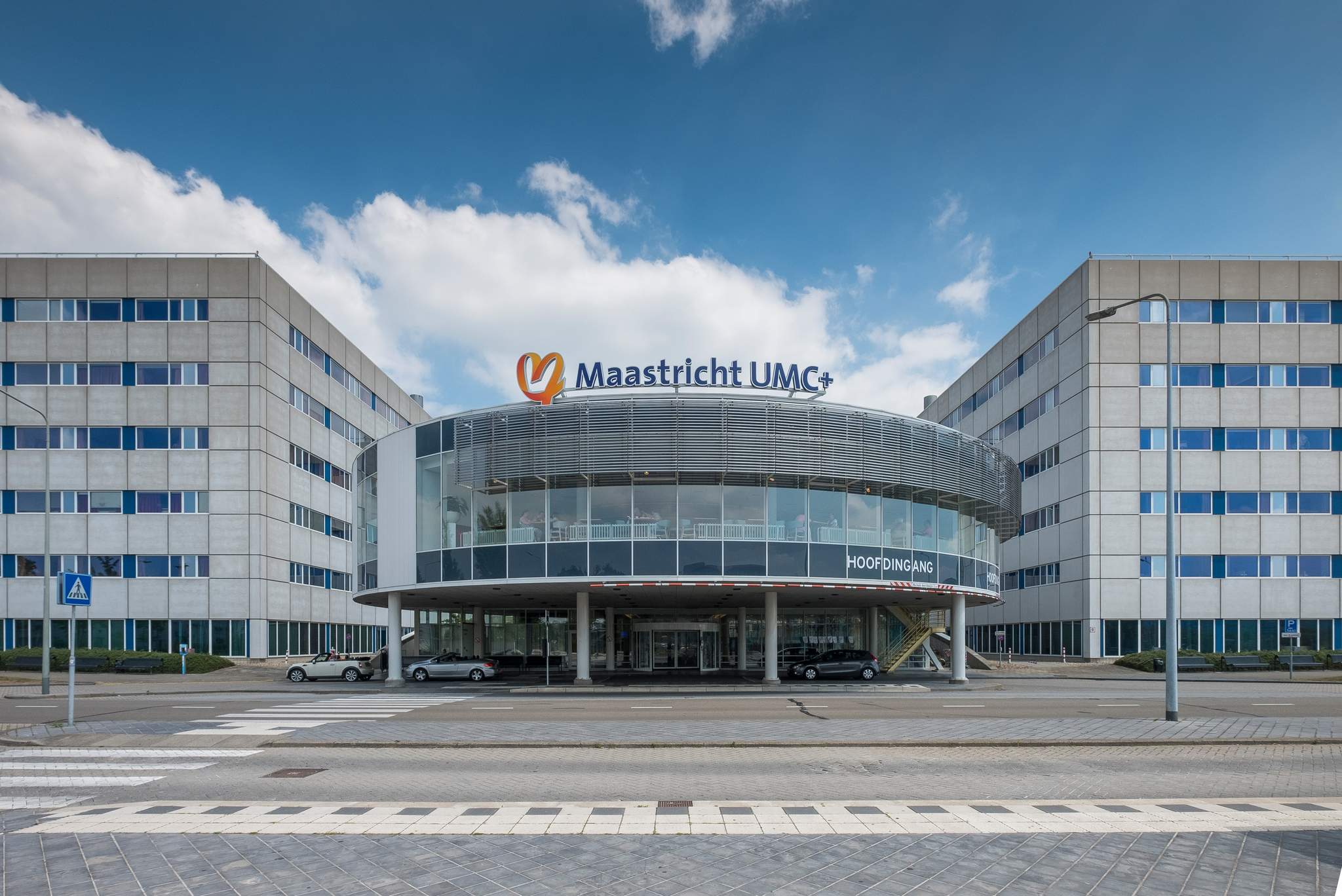
Academisch ziekenhuis
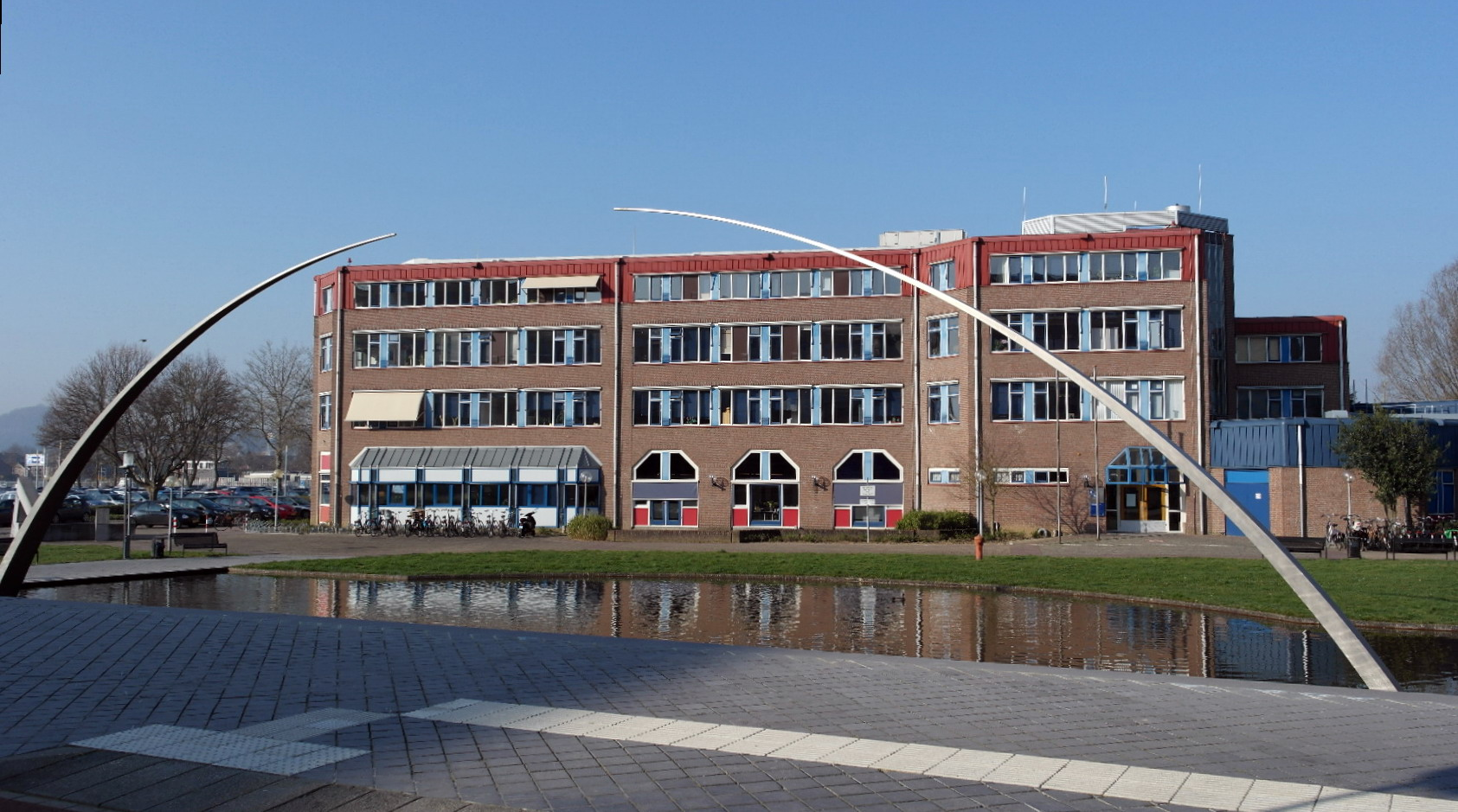
Peter Debyeplein 1 (FHML)
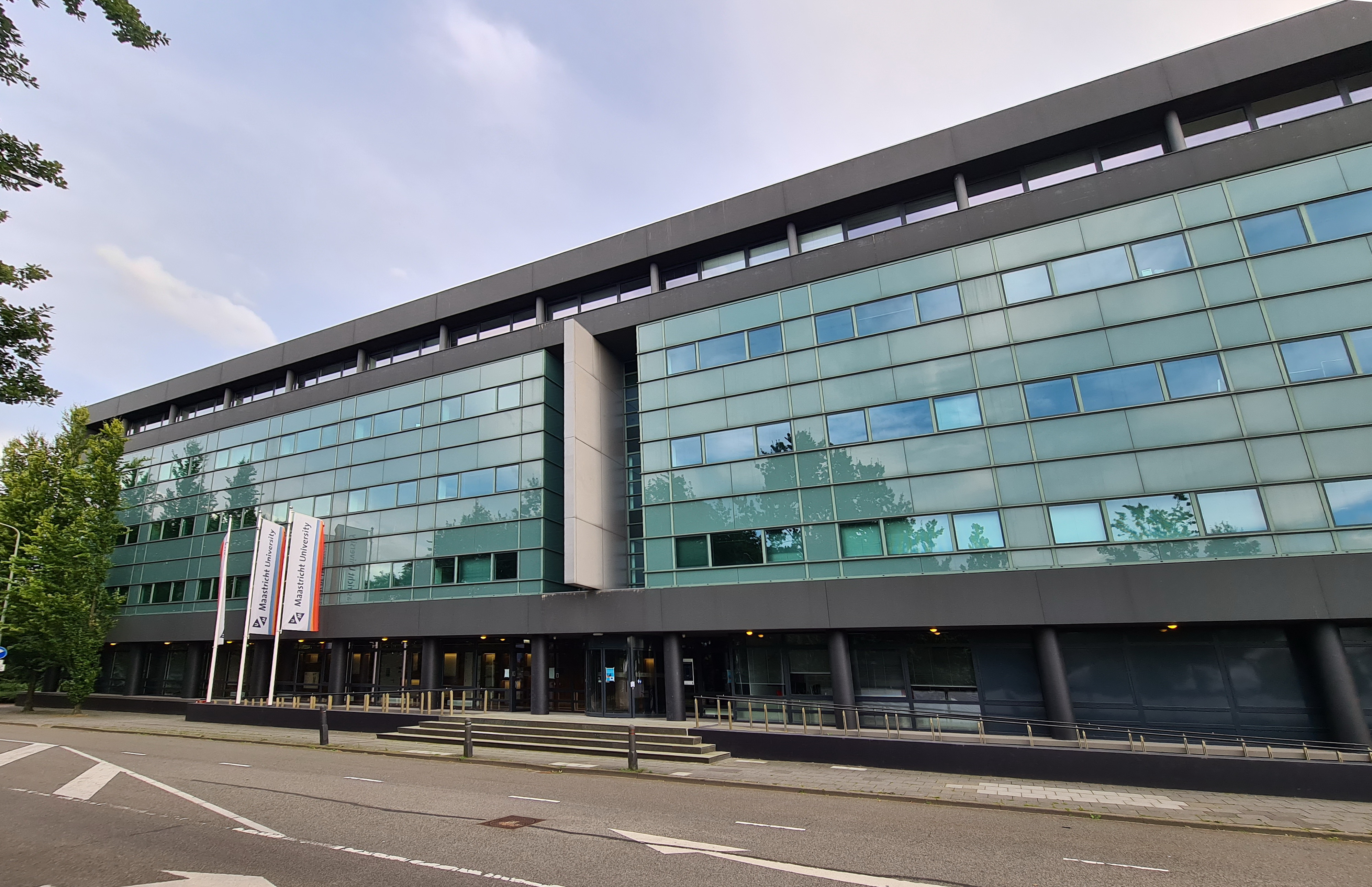
Paul Henri Spaaklaan 1 (FSE)
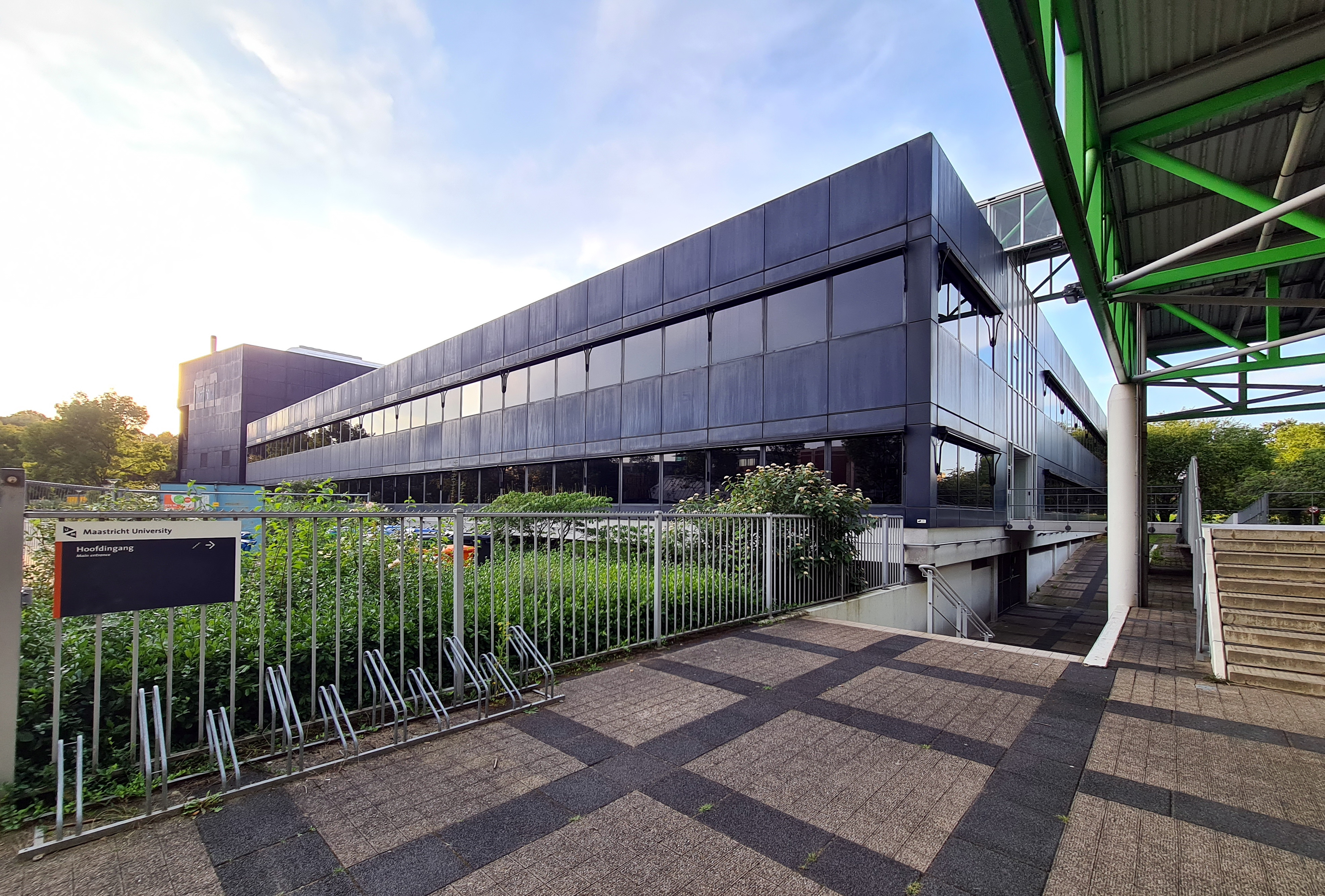
Duboisdomein 30 (FSE)

### Brightlands campussen

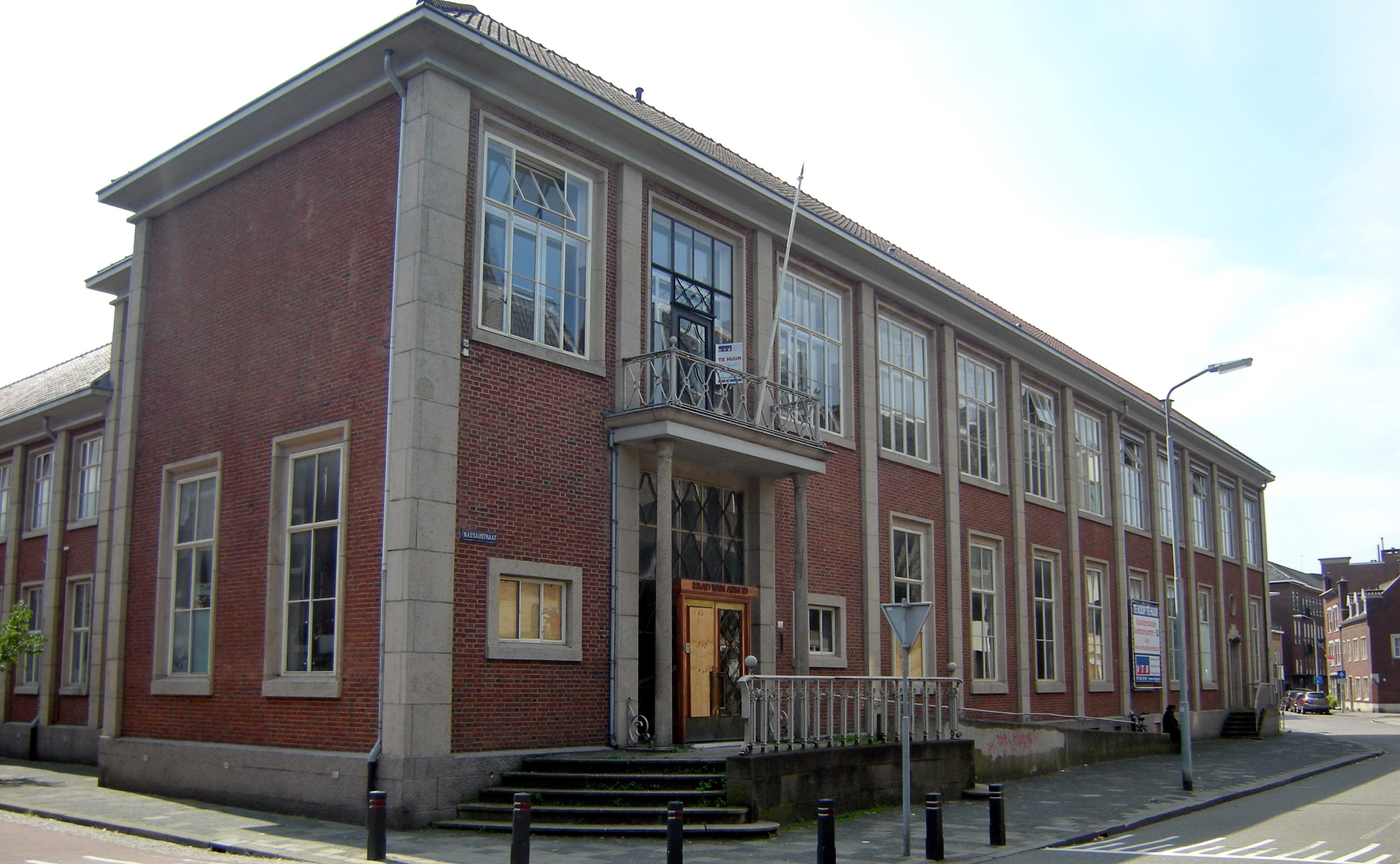
Nassaustraat 36, UM Campus Venlo

Onder de naam Brightlands opereren sinds 2014 in Limburg vier campussen, die nauw samenwerken met de Universiteit Maastricht. De Brightlands Maastricht Health Campus in Randwyck werd hierboven al genoemd. Op het Chemelot-terrein in Sittard-Geleen bevindt zich de Brightlands Chemelot Campus, waar 'slimme' materialen worden ontwikkeld en chemische productieprocessen worden verduurzaamd. In Heerlen is de Brightlands Smart Services Campus gevestigd, die gericht is op datawetenschap (data science) en digitale samenleving. Bij de Brightlands Campus Greenport Venlo ligt de inhoudelijke focus op gezonde voeding, toekomstgerichte voedselproductie, biotechnologie en logistiek. De UM biedt op deze campus twee masteropleidingen aan: Health Food & Innovation Management en Global Supply Chain Management & Change. Deze sluiten aan op de al aanwezige kennis in de regio Noord-Limburg (agribusiness, logistiek en supply chain management). In Venlo is tevens het University College Venlo gevestigd, een satellietvestiging van de UM die bacheloropleidingen biedt, gevestigd in een pand aan de Nassaustraat, vlak bij het Julianapark.

## Studentenleven

### Studentenhuisvesting
Zoals gebruikelijk aan Nederlandse universiteiten, zorgt de UM niet zelf voor studentenhuisvesting. Wel participeert de universiteit in de Stichting Studentenhuisvesting Maastricht, het Kamerburo en het UM Guesthouse. Het UM Guesthouse verhuurt ongeveer 900 gemeubileerde kamers en studio's voor short stay (korter dan 1 jaar). De Maastrichtse woningbouwverenigingen Woonpunt, Servatius en Maasvallei hebben gezamenlijk zo'n 3000 kamers en appartementen beschikbaar voor studenten. De meeste kamers, zo'n 4000, worden verhuurd door particuliere verhuurders. De meeste studenten wonen in de centrumbuurten Binnenstad, Jekerkwartier, Kommelkwartier, Statenkwartier, Boschstraatkwartier, Sint Maartenspoort en Wyck en in de dicht tegen het centrum gelegen buurten Brusselsepoort en Wyckerpoort.

### Studenten Service Centrum
Het Studenten Service Centrum (SSC) is gevestigd in het voormalige Bonnefantenklooster in het Jekerkwartier. Het SSC verstrekt onder andere informatie over beurzen en leningen, visa en verblijfsvergunningen, in- en uitschrijving, studentenbegeleiding, studeren met een functiebeperking, het vinden van woonruimte en sporten aan de UM. Studium Generale, onderdeel van het SSC, biedt lezingen, debatten, films, theatervoorstellingen en concerten, speciaal bedoeld voor studenten. Verder organiseert het centrum de centrale introductieweek voor nieuwe studenten, de INKOM.

### Studentenpastoraat
Het Maastrichtse studentenpastoraat Tafelstraat 13 is oecumenisch van opzet. Er wordt nauw samengewerkt met het Studenten Service Centrum van de UM en de protestantse Sint-Janskerk en de rooms-katholieke Onze-Lieve-Vrouwebasiliek, beide in de binnenstad van Maastricht gelegen. In het pand aan de Tafelstraat werken twee studentenpastores en worden wekelijks activiteiten georganiseerd.

### Observant en BreakingMaas
De Observant is het onafhankelijk weekblad van de Universiteit Maastricht dat in 1980 werd opgericht. 'D'n Observant' is ook de naam van een kunstmatige berg boven op het plateau van de Sint-Pietersberg. Het blad verschijnt iedere donderdag online in een Nederlandstalige en een Engelstalige versie, en in een tweetalige papieren versie. Het gedrukte blad is gratis voor leden van de universitaire gemeenschap.
Naast de Observant is er sinds 2012 een Engelstalig tv-programma, BreakingMaas genaamd. Het programma, met reportages en entertainment, wordt gemaakt door internationale studenten en is wekelijks te zien op de lokale televisiezender RTV Maastricht en op YouTube en Facebook.

### Studentenoverlast
Aangezien het aantal studenten in de afgelopen jaren fors is toegenomen, ook aan andere hogeronderwijsinstellingen in Maastricht, heeft dat in enkele gevallen tot frictie geleid met andere bewoners, die de aanwezigheid van een groot aantal studenten in hun buurt als overlast ervaren. Bewoners van de buurt Brusselsepoort tekenden in 2013 bezwaar aan tegen de herbestemming van steeds meer panden in hun buurt tot studentenhuisvesting. De sociëteit 'De Kaap' van Circumflex, de grootste studentenvereniging met ca. 600 leden, is gevestigd in het Statenkwartier, waar de wrijving tussen studenten en andere bewoners zich eveneens openbaart. Twee andere, grote studentenverenigingen zijn naar locaties buiten het centrum verhuisd: KoKo naar de botermijn nabij station Maastricht en Tragos naar Fort Willem I. Ook de sociëteit van de studentenroeivereniging Saurus, die met ca 450 leden het karakter van een studentengezelligheidsvereniging draagt, is in 2011 van de binnenstad naar de Belvédère-haven verplaatst, waar zich ook het nieuwe botenhuis bevindt.

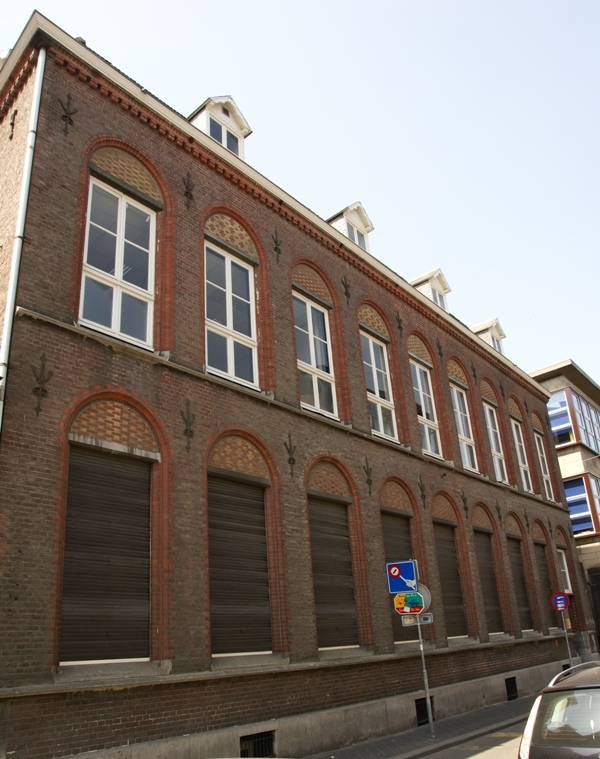
'De Kaap', SV Circumflex, Capucijnenstraat
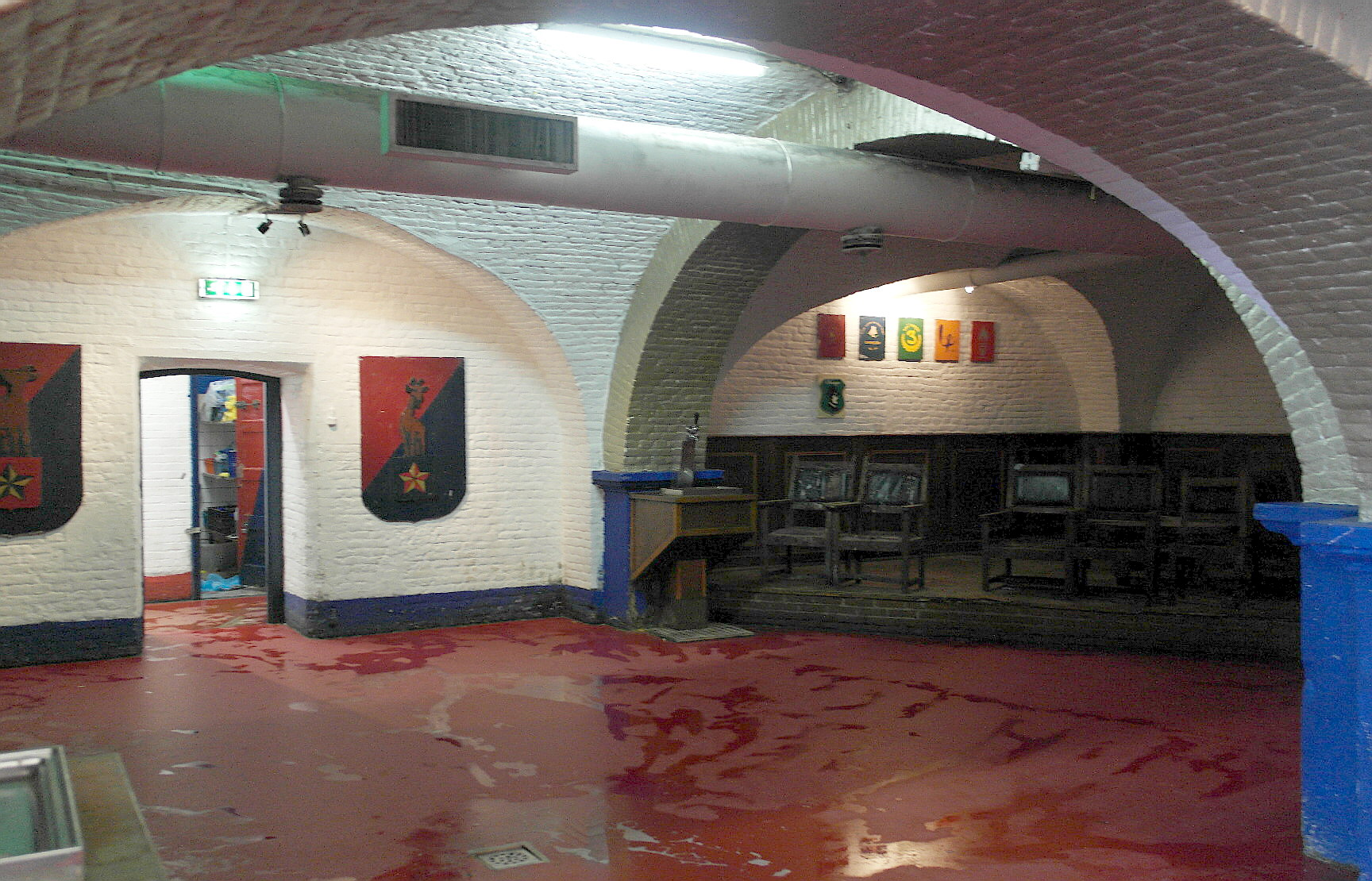
Sociëteit MSV Tragos, Fort Willem I
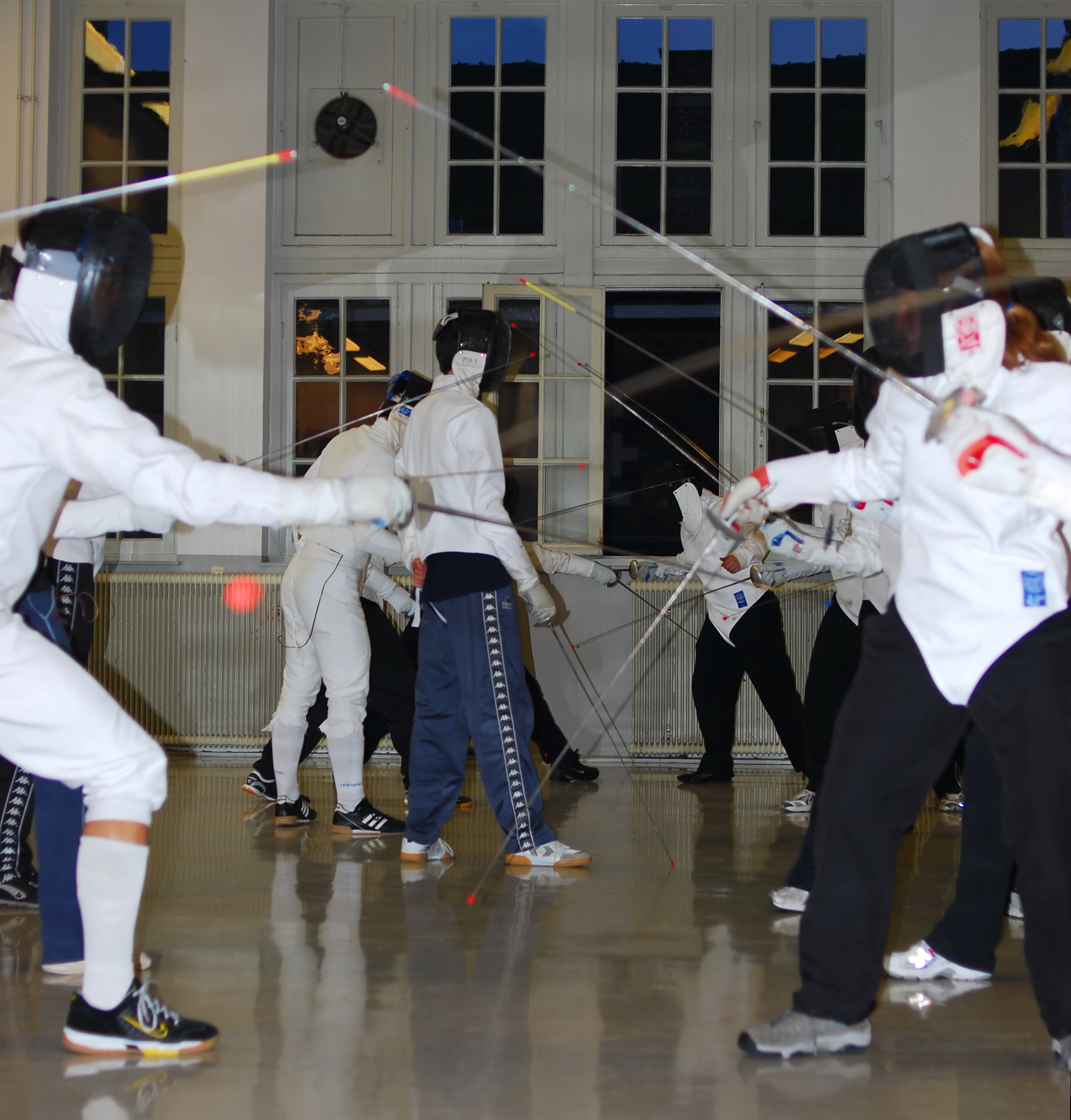
Studentenschermvereniging MAS Incontro
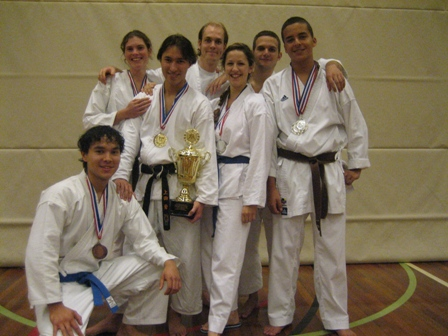
Winnend karateteam van SKVM Kinran, 2006